# 2018年のラジオ (日本)
2018年のラジオ (日本)では、2018年のラジオ分野(主に日本国内)における動向について記す。

## 主な番組関連の出来事

### 1月
- 4日 - ニッポン放送「オールナイトニッポン MUSIC 10」は、この日より木曜担当のパーソナリティとして、渡辺満里奈（タレント・元おニャン子クラブ）が担当。なお同番組の木曜パーソナリティは、前任の斉藤由貴（女優・歌手）が2017年9月7日放送分を最後に自身の不祥事を受け降板。以降2017年内はニッポン放送の女性アナウンサーが週替わりで代行を務めていた。ちなみに、渡辺が同局の番組のDJを務めるのは29年ぶり[1]。
- 18日 - 【近畿広域圏】毎日放送（MBSラジオ）の社長・三村景一は定例会見の中で、前年12月26日に放送した同局のラジオ番組『こんちわコンちゃんお昼ですょ!』で沖縄の米軍基地反対運動を巡り、同番組パーソナリティーの近藤光史（フリーアナウンサー・元毎日放送アナウンサー）に不適切な発言があったとして謝罪。その上で、近藤に沖縄の現地を取材して番組内で報告してもらうとの方針を示した[2]。なお、近藤は既に翌12月27日の同番組内で「純粋に反対運動をしている方々を否定するような表現があった」として発言を撤回、謝罪している。
- 28日 - 【埼玉県】NHKさいたま放送局とNACK5が共同で、放送局の垣根を超えたコラボレーション企画として『NACKに初恋!埼玉ラジオフェス』を埼玉県越谷市のイオンレイクタウンから公開生放送、2局同時放送を実施（12:45 - 16:00）。両局を代表して、バカボン鬼塚と與芝由三栄（NHKアナウンサー）が司会を務めたほか、女優のかとうれいこと佐久間由衣、お笑い芸人の手賀沼ジュンとパーマ大佐、さらにNHKテレビ・ラジオ体操の講師を務める鈴木大輔とアシスタント・五日市祐子が出演した[3]。
- 31日 - 【中京広域圏】東海ラジオは、平日昼の帯番組『源石和輝 ひるカフェ』のパーソナリティ・源石和輝（東海ラジオアナウンサー）が妻（岐阜放送出身のフリーアナウンサー・小倉理恵）との間に生まれた第2子のため、2月中旬より育児休暇を取得したのにともない番組を休演することを発表。なお、休暇中は同局の各番組でパーソナリティを務めるアナウンサーやタレントが日替わりで代演を務めた[4][5]。

### 2月
- 3日 - 【北海道】STVラジオのワイド番組『ウイークエンドバラエティ 日高晤郎ショー』のメインパーソナリティ・日高晤郎（タレント）が、入院のため同番組を欠席。なお、代役を務めた札幌テレビ(STV)アナウンサーの吉川典雄によると、日高が同番組を欠席したのは、1983年4月の放送開始以来初めてのことだという[6]。日高は翌週10日の放送で復帰したが、詳細な病名などは公表しなかった[7]。
- 9日 - 【関東広域圏】TBSアナウンサーの安東弘樹がこの日放送したTBSラジオ『たまむすび』に生出演し、「3月31日をもってTBSを退社し、フリーアナウンサーに転向する」ことを発表した。なお安東は、4月より芸能事務所『キューブ』所属のフリーアナウンサーに転身する[8]。
- 9日〜25日 - 【スポーツ】 韓国・江原道平昌にて平昌冬季オリンピック開催、NHK・民放各局で連日中継放送。
- 10日 - 【千葉県】千葉県を放送エリアとするNHK千葉放送局とベイエフエム、県内コミュニティFM4局（市原FM、市川うららFM、かずさエフエム、ラジオ成田）による共同キャンペーン『FMラジオ共同キャンペーン千葉2018 NEXT RADIO（ネクストラジオ）』がこの日よりスタート。このイベントのキックオフイベントとしてNHKとベイエフエムの同時生放送が行われる[9]。
- 20日 - 【スポーツ・関東広域圏】文化放送の社長・上口宏はこの日開かれた定例会見の中で、今季の野球中継『文化放送ライオンズナイター』・『文化放送ホームランナイター』の放送継続を発表[10]。
- 24日 - 【スポーツ・北海道・広島県】中国放送（RCCラジオ）と北海道放送（HBCラジオ）は、この日行われたJ1リーグ開幕戦「サンフレッチェ広島対北海道コンサドーレ札幌」の模様を共同制作で生中継[11]。なおHBC制作分は、試合前後とハーフタイムには同局のスタジオからアナウンサーがコンサドーレの情報を伝える形をとった[12]。

### 3月
- 3日 - ニッポン放送は『オールナイトニッポン』50周年のメモリアルイヤーとして、ビートたけし(芸人・俳優・映画監督)と高田文夫(放送作家)のコンビで人気を博した『ビートたけしのオールナイトニッポン』が1日限定での復活、及び、放送直前には『もうすぐビートたけしのオールナイトニッポン』、放送直後には『ビートたけしのオールナイトニッポン伝説』も併せて放送。なお、事前番組ならびに事後番組には、たけしの弟子にあたる水道橋博士（浅草キッド）とたけしのものまねを十八番とする松村邦洋（タレント）がDJを担当[13]。
- 4日 - 【中京広域圏・愛知県】愛知県に本社を置く民放ラジオ局5社（CBCラジオ、東海ラジオ、@FM、ZIP-FM、Radio NEO）は、若者向けのラジオ特別番組『在名民放ラジオ5局共同企画-Yume Anime〜あなたの夢をラジオがつなぐ〜』を共同制作し、19時から5局を30分ずつリレー方式で生放送した。なお在名民放5局の共同制作番組は昨年の9月に続いて2回目[14]。
- 10日 - ニッポン放送で放送されている『欅坂46 こちら有楽町星空放送局』の番組内にて、2016年4月2日の番組開始当初からメインパーソナリティを務めてきた平手友梨奈（当時欅坂46）から、長濱ねる（同）にメインパーソナリティを正式に交代すると発表した[15][16]。
- 11日 - 【愛媛県】南海放送（RNB）が22時30分からの1時間、AM放送で『Heisei earthquakes』、FM補完放送で『妄想系防災特番『IF…もしも』』と、2つの放送波で別の番組を放送する非サイマル放送を実施。これは大規模災害発生時に住民のニーズに応える一つの可能性として実験的に実施したもので、総務省から2月7日付でこの1時間に限って非同期放送を行う免許状の交付を受けた上で、全国の放送局としては初の試みとして行われた[17]。
- 12日 - 【関東広域圏】タレントで俳優の毒蝮三太夫がレポーターを務める『毒蝮三太夫のミュージックプレゼント』が、同年4月より『ジェーン・スー　生活は踊る』（月 - 木曜）から、『金曜たまむすび』（進行：玉袋筋太郎（浅草キッド）・外山惠理[注 1]）の枠に移動することがこの日の放送において発表された[18]。「ミュージックプレゼント」は、同月29日の放送を以て「生活は踊る」の内包枠での放送を終えた。
- 20日（19日深夜） - ニッポン放送で『ミュ〜コミ+プラス』のアシスタントを約5年間にわたり担当した松井玲奈（女優、元SKE48・乃木坂46）がこの日の放送を以て退任[19]。
- 21日 -　福山雅治（歌手・俳優）と菅田将暉（同）がラジオで対談した民放ラジオ101局特別番組「福山雅治・菅田将暉の WE LOVE RADIO!〜ラジオだから話せることがある。ラジオだから出来ることがある。〜」を全民放ラジオ局で放送[20]。
- 23日〜4月4日 - 【スポーツ】第90回記念選抜高等学校野球大会（阪神甲子園球場）開催。連日NHKラジオ第一で生中継。
- 24日 - 【関東広域圏】ニッポン放送、文化放送、TBSラジオの3局が合同で"ラジオのみらい"についてニッポン放送『ミュ〜コミ+プラス』パーソナリティの吉田尚記、文化放送『くにまるジャパン 極』パーソナリティの野村邦丸、TBSラジオ『たまむすび』パーソナリティの海保知里が語る特別番組『ジャパネット presents『ラジオのみらい』』の同時生放送を実施した[21]。
- 26日 - 【関東広域圏】TBSラジオ『たまむすび』月曜パーソナリティを、2017年度の1年間務めた吉田明世(同局アナウンサー)が、自身の産前産後休業入りを理由にこの日の放送をもって番組を降板した[22]。
- 27日
  - 【報道】衆参両院の予算委員会で行われた、学校法人「森友学園」への国有地売却に関する財務省決裁文書の改竄をめぐり、改竄された文書の国会提出時に財務省理財局長だった佐川宣寿前国税庁長官に対する証人喚問の模様を、NHKラジオ第一にて生中継（内容は、NHK総合テレビのサイマル放送）。なお、高校野球中継はこの日に限り、NHK-FMにて放送された[23]。
  - 【関東広域圏】TBSラジオ『たまむすび』火曜パーソナリティを、2017年度の1年間務めた海保知里が、この日の放送をもって番組を降板した[24]。
- 28日 - 【関東広域圏】TBSラジオ『たまむすび』水曜パーソナリティを、2017年度の1年間務めた笹川友里が、この日の放送をもって番組を降板した[25]。
- 29日
  - 【関東広域圏】TBSラジオ『たまむすび』木曜パーソナリティを、2017年度の1年間務めた外山惠理が、この日が木曜担当としての最後の放送となった[26]。なお、外山は4月から『たまむすび』金曜日メインパーソナリティーを務める。
  - 関ジャニ∞の村上信五が、『レコメン!』（文化放送）木曜パーソナリティを退任。村上はレコメンの前身番組に当たる『SUPER STAR QR（2002年4月1日〜2003年7月3日）』より16年間に渡って木曜の同枠のパーソナリティーを担当。4月5日放送分より、村上とともにパーソナリティを務めるジャニーズWESTの桐山照史と中間淳太がメインパーソナリティを担当[27]。また村上は、4月より同局で放送される新番組『村上信五くんと経済クン』のパーソナリティを担当する。
  - 文化放送は、タッキー&翼の今井翼が持病であるメニエール病が再発したことに伴い、病気療養を優先させることとし、同局のレギュラー番組『今井翼のto base』を3月22日放送分をもって終了した（事実上の番組打ち切り）ことを、番組のWEBサイトにおいて発表。14年9ヶ月の歴史に幕[28]。
- 30日
  - 【関東広域圏】ニッポン放送で2010年6月から始まった『高嶋ひでたけのあさラジ!』がこの日の放送をもって終了。7年9か月余りの歴史に幕。終了理由について同局は「番組内容やリスナー層の若返りを図る目的である」と説明した[29]。
  - 【東京都】歌手で俳優の山下智久がパーソナリティーを務めるInterFMの「Sound Tripper!」（月 - 金曜 8時 - ）が、この日の放送を以て終了。約5年間の歴史に幕[30]。
  - 【関東広域圏】『ジェーン・スー 生活は踊る』（月 - 金曜、11:00 - 13:00）の番組内に内包された、音楽ジャーナリストの高橋芳朗がコーナー司会を担当する『高橋芳朗のミュージックプレゼント』が終了。
  - 【スポーツ】全国の民間放送およびNHKで、プロ野球セ・パペナントレース開幕試合を中継。
    - 【関東広域圏】TBSラジオは、2017年シーズンを以て開局時より65年に渡って放送してきたプロ野球中継から撤退したため、今シーズンより自社制作での中継（ネット局への裏送りも含む）は行われない[31]。
    - 【北海道】STVラジオは、北海道日本ハムファイターズの公式戦全試合の生中継を実施[32]。なお、これに伴い毎週土曜のワイド番組『ウイークエンドバラエティ 日高晤郎ショー』(当時)は、土曜のデーゲーム開催に合わせる形で、3月31日放送分より放送時間を今までの9時間からファイターズ戦の中継開始時間に応じて短縮（基本的には13時50分までの放送。ただし、土・日曜のデーゲーム放送中に中央競馬中継による中断あり）。

  - 【北海道】STVラジオは、翌3月31日に放送の『ウイークエンドバラエティ 日高晤郎ショー』のメインパーソナリティ・日高晤郎が再度入院、加療のため出演を見送り、札幌テレビアナウンサーの吉川典雄が代役を務めることを発表した。日高の番組欠席は2月3日放送分に続き二度目となる[33]。しかし日高は4月3日に死去した（後述）[34]。→2月3日の出来事も参照

### 4月
- 2日
  - 【北海道】STVラジオ
    - 平日昼の帯番組として、札幌テレビ放送（STV）の夕方ワイド番組『どさんこワイド』の初代メインキャスターなどで知られる木村洋二と明石英一郎（共に、札幌テレビアナウンサー）がDJを務める『洋二と明石の無口な二人』(月 - 金曜 12:00 - 12:15、『工藤じゅんきの十人十色』の枠内で放送）が放送開始[35]。

  - 【関東広域圏】TBSラジオ
    - 前年3月まで平日帯ワイド番組『たまむすび』の月 - 木曜のメインパーソナリティを務め、以降産前産後休業中だったフリーアナウンサーの赤江珠緒が、同日から再び月 - 木曜のメインパーソナリティに復帰。なお、このことは同年2月5日放送の同番組内で発表された[36]。
    - これまでナイター中継の時間帯だった月 - 金曜18:00 - 21:00枠でRHYMESTERのMC宇多丸がパーソナリティを務める夜ワイド番組『アフター6ジャンクション』が放送開始。同年3月末まで放送されていた『ライムスター宇多丸のウィークエンド・シャッフル』の要素を継承しながら新しい要素も盛り込むことになっている[37]。

  - 【関東広域圏】ニッポン放送
    - 【スポーツ】この日の5時（日本時間）より、大谷翔平（ロサンゼルス・エンゼルス）のデビュー戦『オークランド・アスレチックス対ロサンゼルス・エンゼルス』の模様を実況生中継[38]。
    - 月 - 金曜の6:00 - 8:00枠で同局アナウンサーの飯田浩司がパーソナリティを務める朝ワイド番組『飯田浩司のOK! Cozy up!』が放送開始[39]。
    - 月 - 木曜の16:00 - 17:40枠でフリーアナウンサーの草野満代がパーソナリティを務める夕方ワイド番組『草野満代 夕暮れWONDER4』が放送開始[39]。

  - 【神奈川県】ラジオ日本
    - 月曜18:30枠にて、プロ野球・横浜DeNAベイスターズをはじめDeNAグループのスポーツチームおよびスポーツ事業に関する新番組『DeNA BAY SPORTS』が放送開始[40]。
- 6日
  - 【関東広域圏】TBSラジオ『毒蝮三太夫のミュージックプレゼント』が『金曜たまむすび』の枠に移り放送を開始。
  - 【近畿広域圏】毎日放送は、この日より『MBSヤングタウン』の平日版『アリスのMBSヤングタウン』を放送開始。DJは、音楽グループのアリス（谷村新司、矢沢透、堀内孝雄）が担当。なお、『ヤングタウン』は、明石家さんま（コメディアン・司会者）が担当するヤングタウン土曜日と笑福亭鶴瓶（落語家）が担当するヤングタウン日曜日のみであったが、平日版の『ヤングタウン』が復活するのは、1999年10月に一旦廃枠となって以来18年半ぶりとなる[41]。
  - 元NHKアナウンサーで、フリーアナウンサー・タレントの神田愛花が、この日未明に日村勇紀（タレント、バナナマン）と結婚。この件については当日未明に日村が自らDJを務めるラジオ番組『バナナマンのバナナムーンGOLD』（TBSラジオ）の番組内にて発表した[42]。
- 7日
  - 【追悼・北海道】STVラジオは、3日に死去した『ウイークエンドバラエティ 日高晤郎ショー』のパーソナリティ・日高晤郎の追悼特別番組「日高晤郎追悼特番〜よく笑えた日は佳い一日だ〜」を、同番組が放送されていた時間帯（8:00 - 13:50）に放送。尚、同番組は局舎内にあるSTVホールにおいて公開生放送の形式で放送された[43]。
  - 約11年続いたTBSラジオ『ライムスター宇多丸のウィークエンド・シャッフル』の後枠番組として工藤大輝（Da-iCE）がパーソナリティを務める『TALK ABOUT』（土曜22:00）が放送開始[44]。
  - 【長崎県】東京のコミュニティFM・渋谷のラジオにて放送されている『福山雅治と荘口彰久の「地底人ラジオ」』が、長崎放送（NBCラジオ）にて放送開始[45]。なお、長崎県は同番組DJの福山雅治の出身地である。
- 14日 - 【北海道】STVラジオは『ウイークエンドバラエティ 日高晤郎ショー』について、この週からタイトルを『ウイークエンドバラエティ 日高晤郎ショー フォーエバー』に改題し継続。パーソナリティを吉川典雄（札幌テレビアナウンサー、2月・3月の日高不在時の代行パーソナリティ及び4月7日の追悼特番の司会を担当）が引き継ぐ[46]。
- 19日 - この日未明に放送された『AKB48のオールナイトニッポン』（ニッポン放送）にて、AKB48グループが参加するAKB48 53rdシングル 世界選抜総選挙の開催会場が[47]、名古屋市・ナゴヤドームに決定したことを発表[48]。
- 27日 - 【スポーツ・追悼・広島県・関東広域圏】23日に死去した衣笠祥雄（元広島東洋カープ、野球評論家）を偲び、中国放送（RCCラジオ）は同日17時57分より『RCCカープナイター追悼特別番組 ありがとう!鉄人・衣笠祥雄さん』、TBSラジオは同日20時より『追悼 鉄人 衣笠祥雄』を、それぞれ放送。RCCの番組には古葉竹識・阿南準郎・山本浩二・上野隆紘ら[49]、TBSの番組には北別府学・田淵幸一・江夏豊ら、広島OBを中心に故人と縁が深かった球界関係者などが出演した[50]。
- 29日 - 【埼玉県】FM NACK5は、歌手グループ・TOKIOメンバーの山口達也が不祥事を起こしたことを受け、山口が出演しているラジオ番組『山口達也 TOKIO WALKER』のこの日の放送を取り止め、同日8:00-12:00枠の『びーさんぼーいず〜Be SUNDAY BOYS〜』を1時間繰り上げ、放送時間を拡大する形で差し替えて放送[51]。

### 5月
- 2日 - 【埼玉県】FM NACK5は、歌手グループ・TOKIOメンバー(当時)の山口達也の不祥事を受け、山口がパーソナリティを担当していた『山口達也 TOKIO WALKER』の打ち切りを正式に発表し、1996年4月から放送されたこの番組は22年で終了となった[52]。
- 4日（3日深夜） - ニッポン放送『ナインティナイン岡村隆史のオールナイトニッポン』と、NHK総合テレビの音楽番組『シブヤノオト』とのコラボレーションをこの日放送の両番組で実施（ニッポン放送：1:00 - 3:00、NHK総合：0:58 - 2:00）[53][54]。
- 6日 - 【埼玉県】FM NACK5は、打ち切りとなった『山口達也 TOKIO WALKER』の放送枠を、山口と同じくTOKIOのメンバーである松岡昌宏がパーソナリティを務める『TOKIO WALKER』として、再開することを発表[55]、同月13日より、松岡がパーソナリティを務める『TOKIO WALKER』が放送を開始[56]。
- 10日 - ニッポン放送で放送中の『AKB48のオールナイトニッポン』のパーソナリティをNGT48所属の中井りかがお笑いコンビ・三四郎の小宮浩信と担当した。通常3 - 5名のAKB48グループのメンバーが担当するこの番組で単独パーソナリティを務めるのは高橋みなみ、指原莉乃、大島優子、松井玲奈に続き、5人目となった[57]。
- 18日（17日深夜） - 【追悼】NHKは、ラジオ第一とNHK-FM放送のサイマル放送番組『ラジオ深夜便』のこの日の2時台放送の「ロマンチックコンサート」コーナーにて、同月16日に死去した歌手の西城秀樹を偲び、当初の放送予定を差し替える形で“追悼 西城秀樹さん”と題し、西城の数々のヒット曲を紹介する放送を行った[58][59]。
- 25日 - 【沖縄県】ラジオ沖縄の番組『ティーサージ・パラダイス』とエフエム沖縄の番組『ゴールデンアワー』がコラボレーションし、那覇市泉崎にある琉球新報本社で公開生放送をこの日行った[60]。
- 27日
  - 【スポーツ・京都府】京都放送（KBS京都）は、プロ野球パ・リーグ一軍公式戦『オリックス・バファローズ対千葉ロッテマリーンズ』（わかさスタジアム京都）の模様を「亀のマークのキョウテク スポーツスペシャル」として自社制作にて中継（14:00 - 16:30、解説・星野伸之（元オリックス選手・コーチ。現関西テレビ・J SPORTS解説者）、実況・澤武博之（KBS京都アナウンサー））[61]。
  - 【近畿広域圏】朝日放送ラジオ（ABCラジオ）はこの日、メッセンジャーあいはらがMCを務める朝日放送ラジオ設立記念特別番組『ラジオは愛だ!?』を放送した[62]。インタビューパートではTBSラジオから『たまむすび』を担当中の赤江珠緒と『山里亮太の不毛な議論』『たまむすび』を担当中の南海キャンディーズ山里亮太、毎日放送（MBSラジオ）からは『こんちわコンちゃんお昼ですょ!』の近藤光史、朝日放送ラジオからは『おはようパーソナリティ道上洋三です』の道上洋三、FM COCOLOからは『HIRO T'S AMUSIC MORNING』のヒロ寺平がコメント出演した[62]。

### 6月
- 2日 - 【静岡県・山陰地方】静岡放送（SBSラジオ）は、自局の番組『テキトーナイト!!』と山陰放送（BSSラジオ）の『森谷佳奈のはきださNIGHT!』とのコラボレーション『テキトーにはきださNIGHT!』の第2弾となる『テキトーナイトin山陰』を山陰放送から放送した[63]。
- 7日
  - 文化放送は、アイドルグループ・NEWSメンバーの小山慶一郎が不祥事を起こし謹慎したことを受け、13日〈12日深夜〉放送分であった小山がパーソナリティを務める番組『KちゃんNEWS』（『レコメン!火曜版』〈火曜22:00 - 翌1:00〉の内包番組で、水曜0:05〈火曜深夜〉より放送[注 2]）を休止することを発表[注 3]。また、同月20日〈19日深夜〉放送分と同月27日〈26日深夜〉放送分の同番組は、小山と同じくNEWSのメンバーである増田貴久が代行を担当[注 4]。
  - 【神奈川県】横浜エフエム放送（FMヨコハマ）は、前述の小山慶一郎の不祥事に関連し、ジャニーズ事務所より厳重注意処分を受けたアイドルグループ・NEWSメンバーの加藤シゲアキがDJを担当する『SORASHIGE BOOK』について、これまで通り継続させることを決めたことを発表[69]。
- 9日 - 【中京広域圏】日本記念日協会は、この日を「つボイノリオ記念日」とすることを発表。CBCラジオ『つボイノリオの聞けば聞くほど』の企画で「つボイノリオ記念日を6月9日に制定しよう!」という動きに賛同したリスナー有志が制定し、翌10日にCBCホールで開催されたイベント『輝け!大・金太まつり』で、同協会から認定証がつボイノリオ本人に手渡された[70]。
- 11日 - 【ラジオドラマ・関東広域圏】ニッポン放送はオールナイトニッポンの50周年と日本映画専門チャンネル開局20周年を記念し、筧利夫、広末涼子らが出演するつかこうへい原作のラジオドラマ『ストリッパー物語』を放送した[71]。
- 14日〜7月15日 - 【スポーツ】サッカー・FIFAワールドカップロシア大会開催、NHK・民放各局（JC）にて日本代表が出場する試合ならびに決勝戦を放送[72][73]。
  - 民間放送は文化放送を制作本部とし、日本戦全試合（決勝トーナメント進出時を含む）と決勝戦を72局（放送を行わない試合が存在するので同時放送は最大71局）が参加して同時放送した。なお、民放での日本代表戦について、19日に行われるグループリーグ初戦のコロンビア戦はTBSラジオ、24日のセネガル戦は文化放送、28日のポーランド戦はニッポン放送が、それぞれ当番局を担当。
- 15日 - 【関東広域圏】3月末にNHKを退局したフリーアナウンサー・有働由美子が、文化放送のワイド番組『大竹まこと ゴールデンラジオ!』に生出演。なお、有働にとってはNHK退局後、民放ラジオへの出演はこれが初めてで、番組メインパーソナリティーの大竹まこと・金曜パートナーの室井佑月両名との親交が深いことから、同番組の出演が実現[74]。
- 16日 - 【中京広域圏】東海ラジオは、この日ナゴヤドームにおいて開催の「第10回AKB48世界選抜総選挙」に関連し、同局におけるSKE48の冠番組『SKE48♥1+1+1は3じゃないよ!』の特別番組として、イベント終了直後のナゴヤドームから生放送された[75]。
- 18日 - いずれも【健康問題】
  - 【近畿広域圏】朝日放送ラジオ『おはようパーソナリティ道上洋三です』のメインパーソナリティ・道上洋三（同局エグゼクティブ・アナウンサー）がこの日の番組内で「髄膜腫治療のため7月8日から8月31日まで番組をお休みします」と発表。道上は12年前にも同じ病気で3か月間番組を休んでいた[76]。なお、休養中の代打パーソナリティーには、同じく朝日放送アナウンサーの堀江政生が担当。
  - 【関東広域圏】文化放送『大竹まこと ゴールデンラジオ!』の番組メインパーソナリティー・大竹まことが、腰椎分離症であることと、それに伴って番組を休養することがこの日の番組内にて、大竹の代打を務めた太田英明（同局アナウンサー）から公表された。ちなみに、大竹は持病である腰痛が悪化したことにより、15日の同番組を欠席し療養先から電話で出演していた[77]。当初、番組復帰について同月19日を予定していたが、コンディション不良のため同月22日まで休養を延長することを発表[78]。しかし復帰予定の同月25日になっても腰の痛みが引かないため6月一杯休養[79]。そして7月2日、2週間ぶりに生放送に復帰した[80]。
- 20日 - 【関東広域圏】文化放送の最長寿番組『朝の小鳥』（日曜5:25）が放送開始65周年を記念して、この日夜に記念特番『朝の小鳥 65年のコーラス』（20:30 - 21:30）を放送[81]。
- 25日 - 【神奈川県】元衆議院議員で、政界引退後は政治評論家としてアール・エフ・ラジオ日本『長野祐也の政界キーパーソンに聞く』及び姉妹番組『長野祐也の医療界キーパーソンに聞く』のメインパーソナリティーを務めていた長野祐也がこの日、膵臓癌のため死去（78歳没）[82]。同局は両番組について今後も継続することを公式サイトで発表[83][84]。『…政界キーパーソンに聞く』については10月から読売新聞特別編集委員の橋本五郎がメインパーソナリティーを務めている[83]。
- 29日 - 文化放送は、27日付で不祥事に伴う謹慎から復帰したアイドルグループ・NEWSの小山慶一郎が、『レコメン!』火曜版（火曜22:00 - 水曜1:00）内でパーソナリティを務める『KちゃんNEWS』（水曜0:05〈火曜深夜〉から）について、7月4日（3日深夜）放送分より復帰することを発表[85]。

### 7月
- 1日（6月30日深夜） - 【埼玉県】関ジャニ∞結成時からのメンバーで、グループ脱退ならびに年内一杯でジャニーズ事務所を退所する渋谷すばるがDJを務めたレギュラー番組『関ジャニ∞ 渋谷すばるのスバラジ』（FM NACK5、2010年10月放送開始）が、この日の放送を以て番組終了、約7年の放送に幕[86]。
- 2日 - 【関東広域圏】文化放送で、新進気鋭の落語家を迎えてトークを繰り広げる新番組『らくごのデンパ』がスタート（18:45 - 19:00）。ナビゲーターは同局アナウンサーの西川文野が務める[87]。
- 4日 - 6月27日付を以て自らの不祥事による謹慎処分から復帰したアイドルグループ・NEWSの小山慶一郎が、自らの冠番組である『KちゃんNEWS』(文化放送)に、3週間ぶりに復帰した。小山は番組の冒頭に「大変なご心配をおかけしてしまいごめんなさい」とリスナーに対して謝罪した[88]。
- 5日 - 【関東広域圏】フジテレビアナウンサーの宮澤智が、文化放送で2時間生特番『フジテレビアナウンサー・宮澤智 初めてのラジオ』でラジオDJに初挑戦（19:30 - 21:30）。なお、文化放送でフジテレビ所属のアナウンサーの番組が放送されるのは、三田友梨佳・松村未央・生野陽子に続いて4人目[89]。
- 7日
  - 【関東広域圏】ニッポン放送で、元テレビ東京アナウンサーの大橋未歩が自身初の冠番組となる特別番組『大橋未歩 七夕ラジオ』（15:00 - 16:30）を放送[90]。
  - 【福岡県】RKB毎日放送で、元ハロープロジェクトメンバーで℃-uteやBuono!で活動し、現在はソロ歌手の鈴木愛理の初の冠番組『鈴木愛理 あいりまにあRadio』が放送開始[91]。
- 9日 - 【不祥事・関東広域圏】この日放送のTBSラジオ『荒川強啓 デイ・キャッチ!』で豪雨災害の被害地の一つである広島県東広島市から記者がレポートした際、「豪雨災害を狙った窃盗団が出ている」と報じたが、翌10日に「広島県警察はそのような情報を把握しておらず誤報であった」と番組内で訂正、謝罪した[92]。
- 15日 - TOKYO FMをキー局に放送中の『鈴木敏夫のジブリ汗まみれ』にて、同番組DJの鈴木敏夫（スタジオジブリプロデューサー）とジブリ作品のファンを公言する米津玄師（アーティスト・歌手）が対談した模様をこの日・22日・8月5日の3回にわたって放送した[93]。
- 16日 - J-WAVEをキー局とするJAPAN FM LEAGUE（JFL）は、歌手の宇多田ヒカルのデビュー20周年企画として、宇多田がデビュー当時にDJを務めていた番組『宇多田ヒカルのトレビアン・ボヘミアン（1999年10月〜2000年9月）』が18年ぶりの復活として特別番組（19:00 - 20:55）を放送[94][95]。
- 20日
  - ニッポン放送で、歌手・和田アキ子の芸能生活50周年記念番組として、この日22時より『和田アキ子のオールナイトニッポンGOLD』を放送。なお、和田がANNのパーソナリティーを担当するのは初めてとなった[96]。
  - 【健康問題・関東広域圏】文化放送『大竹まこと ゴールデンラジオ!』のメインパーソナリティ・大竹まことが、この日の番組内で「昨日腰痛の検査のため東京都内の病院に入院し、本日の放送は病院の外出許可を得てスタジオからやっている」ことを明かした。大竹は持病の腰椎分離症のため6月に2週間番組を休み、7月2日に復帰したばかりだった[97]。なお、当初大竹は当面のあいだ、入院先の病院と浜松町・文化放送を行き来する形で番組出演を続けるとしていたが、同月23日に「本格的な腰痛治療のため8月3日まで番組を休み、8月5日まで入院する」と代役パーソナリティの太田英明（文化放送アナウンサー）、月曜パートナーの倉田真由美（漫画家）及び同番組公式Twitterから発表された[98][99]。→6月18日の出来事も参照
- 22日 - 【健康問題】ニッポン放送『三宅裕司のサンデーヒットパラダイス』[注 5] のこの日の放送で、メインパーソナリティの三宅裕司（俳優・タレント）が、多忙による過労のため当面休養することを電話で明らかにした。前立腺肥大の診断により病院に入院し療養中で手術を受ける予定。この日の同番組は三宅が主宰する劇団のメンバーである小倉久寛が務めた[100]。なお収録済み分については予定通り放送するとしている[101]。
- 27日
  - TOKYO FMで1995年に始まった、木村拓哉（元SMAP）がDJを務める番組『木村拓哉のWhat's UP SMAP!』がこの日の放送をもって終了。通算23年[注 6] の歴史に幕[102]。同番組終了により、SMAPを冠した番組はすべて消滅した[103]。
  - 俳優の竹内涼真が、この日放送のニッポン放送『竹内涼真のオールナイトニッポンGOLD〜映画『センセイ君主』スペシャル!〜』で、初の地上波ラジオパーソナリティーに挑戦した[104][105]。
- 30日
  - 【関東広域圏】ニッポン放送で、乃木坂46の特番『乃木坂46 真夏のラジオリクエストアワー』を生放送（19:00 - 21:50）。メインMCをメンバーの新内眞衣が担当した[106]。
  - 【健康問題・関東広域圏】文化放送『大竹まこと ゴールデンラジオ!』のメインパーソナリティ・大竹まことが入院したことを受け、この日から8月3日まで5日間、伊東四朗（『伊東四朗・吉田照美 親父熱愛』）、吉田照美（文化放送OB、かつて同じ時間帯で『吉田照美のやる気MANMAN!』を担当）、近藤真彦（『近藤真彦 くるくるマッチ箱』）といった文化放送でDJを担当、またはゆかりのあるタレントらが大竹のパーソナリティー代行を務めることを発表[107]。

### 8月
- 4日 - 【愛知県】ZIP-FMは、トヨタ自動車の豊田章男社長がDJを務める番組『DJ MORIZO HANDLE THE MIC』(土曜19:00 - 19:30)が放送開始[108]。なお、同番組は5月に特別番組として放送されており、豊田社長はレースに出場するときに使うドライバー名「MORIZO（モリゾウ）」としてDJを務めたが、レギュラー放送でも「MORIZO」名義でDJを担当。
- 5日〜21日 - 【スポーツ】第100回全国高等学校野球選手権記念大会（阪神甲子園球場）をNHKラジオ第一(全国ネット)、朝日放送ラジオ（関西ローカル、一部出場校の地元放送局に同時ネットあり）にて中継放送。
  - 【近畿広域圏】朝日放送ラジオでは本年度の大会中継放送及び『熱闘甲子園』（後者はテレビのみ）のテーマソングについて“2018 ABC夏の高校野球応援ソング”と題して本年度の高校野球スペシャルナビゲーター・相葉雅紀が所属するアイドルグループ・嵐が歌唱する『夏疾風（なつはやて）』（作詩・作曲：北川悠仁〈ゆず〉）と決定したことが4月26日に発表された[109]。
  - NHKは100回記念として同局初となる高校野球中継テーマソングとして、福山雅治（歌手・俳優）による楽曲「甲子園」を大会期間中の放送や大会前の関連番組で使用する[110]。なお、福山によるテーマソングは同年7月5日に公開が解禁された[110]。また今大会では、1999年の藤井彩子以来19年ぶり2人目となる女性実況アナウンサーとして澤田彩香（名古屋局所属）が起用されることになった[111]。
- 5日
  - TOKYO FM
    - 7月27日に終了した『木村拓哉のWhat's UP SMAP!』に代わる木村拓哉の新番組『木村拓哉 FLOW』がスタート（11:30 - 11:55）[102]。
    - 作家の村上春樹がDJを務める特別番組『村上RADIO〜RUN&SONGS〜』（19:00 - 19:55）を同局をキーステーションにJFN系列38局ネットで放送。村上がDJを務めるのは初めてのことで、同番組でオンエアする選曲も担当した[112][113]。なお、同番組は10月19日にJFN系列全国38局ネットで再放送された[114]。
- 6日 - 【健康問題・関東広域圏】この日放送された文化放送『大竹まこと ゴールデンラジオ!』で、メインパーソナリティの大竹まことが腰椎分離症の手術を受けることを代役パーソナリティの太田英明（同局アナウンサー）と月曜パートナーの倉田真由美が明かした。大竹の復帰は最短で8月13日となる[115][116]。→6月18日及び7月20日の出来事参照
- 8日（7日深夜） - TBSラジオ『火曜JUNK 爆笑問題カーボーイ』で、太田光が8日発売の「週刊新潮」（新潮社）が報じた日本大学芸術学部に裏口入学した疑惑について番組冒頭から約50分間にわたって強く否定[117][118]。また太田の妻で爆笑問題が所属する事務所社長を務める太田光代も自身のTwitterで「（週刊新潮の報道は）許せない」として法的手段に訴えることを表明[118]。その後10月5日に3300万円の損害賠償と謝罪広告掲載を求めて東京地方裁判所に提訴していたことが判明した。提訴について同社は「事実と確信しており裁判の中で明らかにしていく」とコメントした[119]。
- 10日（9日深夜） - イングランドプレミアリーグ・サウサンプトンFCに所属する、サッカー日本代表DFの吉田麻也が、この日放送の特別番組『吉田麻也のオールナイトニッポン』で初のラジオパーソナリティに挑戦[120]。
- 12日 - 【健康問題】前立腺肥大症の治療のため、7月から入院・休養していたタレント・俳優の三宅裕司が8日に退院し、同日放送のニッポン放送『三宅裕司のサンデーヒットパラダイス』でレギュラーパーソナリティーに復帰[121][122]。→7月22日の出来事も参照
- 13日 - 【健康問題・関東広域圏】タレントの大竹まことがメインパーソナリティーを務める文化放送「大竹まこと ゴールデンラジオ!」で、腰椎分離症の手術による治療のため同番組を休養した大竹が、手術が無事成功し復帰が早くとも15日以降の予定であることが発表され[123]、予告通り15日に番組に復帰した[124]。
- 17日 - ニッポン放送『オールナイトニッポンGOLD』（22:00 - 24:00）は、この日の放送にてスペシャルパーソナリティとして広瀬すず（女優）が登板し、ラジオ生放送のDJに初挑戦した[125]。
- 18日 - NHKラジオ第1放送（NHK総合テレビと同時）にてこの日、"夏の紅白"として知られ、今回で50回目となる夏恒例の音楽特番『第50回思い出のメロディー』（8月4日、東京・NHKホールにて公開収録）を放送（19:30 - 22:00〈途中ニュース挿入中断あり〉）[126]。この年のテーマは「名曲でつなぐ 昭和と平成 わたしと明日」[127] で、木村佳乃（女優）・氷川きよし（歌手）・高瀬耕造（NHKアナウンサー）の3人が司会を務めた。木村は今回が初の音楽番組司会で[126]、氷川は2008年（第40回）と2017年（第49回）に続き3度目（2年連続）の登板となる[127]。
- 24日 - ニッポン放送で放送されていた『飯田浩司のOK! Cozy up!』内のコーナーの一つである『スポーツ アナザーストーリー』がこの日をもって終了。これにより1995年から4月から『トヨタ スポーツ人間模様』から開始した一連のシリーズが23年5か月の歴史に幕。
- 30日（29日深夜） - 【近畿広域圏】毎日放送（MBSラジオ）で放送中の『あどりぶラヂオ』はこの日、音声アプリ「Radiotalk」とのコラボを実施[128]。事前にユーザーから募集したトークをオンエアした[128]。

### 9月
- 3日 - 【近畿広域圏】朝日放送ラジオ『おはようパーソナリティ道上洋三です』のメインパーソナリティーで、持病の髄膜腫（ずいまくしゅ）治療などのため、7月より休養していた道上洋三（同局アナウンサー）が、この日より同番組に復帰した[129]。→6月18日の出来事参照
- 6日〜7日 - 【報道・北海道】6日3時8分ごろ、北海道胆振地方で震度7の地震が発生、在道のNHK・民放各局（北海道放送・STVラジオ・AIR-G・FMノースウェーブ）は同日早朝からレギュラー番組の内容をすべて変更し、地震関連のニュースを伝えた。また、一部番組の休止や内容変更など、各局の編成にも影響が出た。
  - 特に、STVラジオ・北海道放送（HBCラジオ）は、すべてのレギュラー番組の内容を差し替え地震関連のニュースを伝えたほか、本来プロ野球のナイター中継を放送する予定であった18時から22時にかけての時間帯において、両局ともに中継予定を返上し、札幌のスタジオから地震関連のニュースを放送した（なお、6日は地元球団の北海道日本ハムファイターズが移動日であり試合が組まれていなかった）。
- 8日〜10日 - 民放ラジオ101局で放送される特別番組『WE LOVE RADIO!』シリーズの最新版として、同月16日に引退する安室奈美恵の引退記念番組『WE LOVE RADIO! WE LOVE AMURO NAMIE』（54分または60分、各局で放送日時異なる）を放送。同番組は、秀島史香（ラジオDJ、2017年に安室が引退発表時にNHKの番組での本人への取材の際にインタビュアーを担当したことがある）が司会を務め、安室本人もゲストとして出演する[130]。
- 12日 - 【不祥事】日経ラジオ社（ラジオNIKKEI）第2放送（RN2）の音楽番組『Click DE On-Air』（クリック・デ・オンエア）の40歳代担当ディレクターが、連打アプリを使って投票を操作する不正を行っていたことがこの日発覚。8月24日放送分で番組用パソコンからサーバーに接続できなくなり、原因を調べたところ不正が発覚した。同局は7日の放送をもって番組を打ち切ると共に「信頼を裏切る行為で誠に申し訳ありませんでした」と謝罪した。このディレクターは約1年半に渡って同様の行為を行っていたことを認めた[131][132][133]。
- 15日 - 年内で芸能活動を引退してプロデュース業に専念することを発表した俳優で歌手の滝沢秀明が、自身がDJを務めるニッポン放送『タッキーの滝沢電波城』で、自身の引退ならびに「タッキー&翼」の解散について15分間にわたって説明した[134]。
- 16日 - NHKラジオ第1では、この日に音楽界を引退する歌手の安室奈美恵の引退記念特別番組として『安室奈美恵 引退の日特番〜未来へ〜』を3時間スペシャル（13:05 - 15:55）で放送。番組ではNHKアナウンサーの大橋拓（沖縄局所属）、早川可奈子（音楽ライター）らが出演し、安室の数々の楽曲をオンエアした[135]。なお同番組は、NHK出身のフリーアナウンサーで、安室のファンを公言する奥村奈津美が企画した[136]。
- 17日（16日深夜） - 2013年4月から開始されたニッポン放送『中島みゆきのオールナイトニッポン月イチ』がこの日の放送をもって終了。5年半の歴史に幕[137]。
- 26日 - 【スポーツ・広島県】広島東洋カープ対東京ヤクルトスワローズ23回戦で、広島がヤクルトを10-0で破り、3年連続9度目となるセ・リーグ優勝を決める[138]。この試合は、NHKラジオ第一（広島県ローカル）・中国放送（RCCラジオ）の両局で生中継した他、中国放送はナイター中継終了後ただちに優勝記念特番を放送。また、広島エフエム放送は翌27日の昼のワイド番組の内容を優勝記念番組に変更して放送[139]。
- 27日（26日深夜） - 『日野ミッドナイトグラフィティ 走れ!歌謡曲』は、2016年9月28日放送分からパーソナリティーを務めた室照美（フリーアナウンサー、元文化放送）が、産前産後休業に入ることを理由にこの日の放送で番組を降板した[140]。
- 28日 - 【北海道】エフエム北海道（AIR-G'）で2016年11月から開始された10分間[注 7] のミニ番組『トーホウリゾート presents 大黒摩季♪大人のBreak Time』がこの日の放送をもって突然終了したことが翌29日に判明。同局は「編成上の都合で番組を終了しました」と公式サイトなどでリスナーに謝罪したが、大黒は当日の番組内では「今回が最終回です」との発言は行っていない[141]。
- 28日（27日深夜） - ニッポン放送『ナインティナイン岡村隆史のオールナイトニッポン』とTBSラジオ『木曜JUNK おぎやはぎのメガネびいき』が局の垣根を越えてコラボを果たした[142]。これは『女性自身』に報じられた岡村隆史のお泊り報道について、おぎやはぎが本人に直接問いたいとし、それを了承した岡村がTBSラジオに電話をかけたことで実現した[142]。
- 29日 - 【中京広域圏】日本記念日協会は、この日を東海ラジオのワイドFMにおける周波数・92.9MHzにちなみ「くっつくFM・東海ラジオの日」とすることを認定。それを記念し、同局はこの日の各ワイド番組で「“くっつくFM・東海ラジオの日”特別企画」を実施[143]。

### 10月
- 1日
  - ニッポン放送
    - 『オールナイトニッポン』の夕方版『オールナイトニッポンPremium』を前年に続き、ナイターオフ（10月 - 2019年3月）限定で放送。今回のテーマは「笑い」で、ココリコ、中川家、中田敦彦（オリエンタルラジオ）、よゐこの過去にANNのパーソナリティを担当した経験を持つ4組がパーソナリティを務める（月 - 木曜 18:00 - 20:30）[144]。また、金曜日はジャニーズ事務所所属のアイドルグループ・Kis-My-Ft2が担当。なおジャニーズ事務所に所属するアイドルで、グループのメンバー全員が「オールナイトニッポン」ブランドの番組でレギュラーを担当するのは初となる[145]。

  - 【中京広域圏】CBCラジオ
    - 2016年6月に自身がパーソナリティーを務めていた東海ラジオの番組『宮地佑紀生の聞いてみや〜ち』の生放送中、共演の女性タレントをマイクで殴るなどしたとして傷害容疑で逮捕され、その後罰金刑を受けた宮地佑紀生（タレント）の復帰後初となるレギュラー番組『〜ともだちラジオ〜本音でゴメン!!』が放送開始（月曜18:00 - 20:00）。なお、宮地がCBCの番組でレギュラーを務めるのは初となる[146]。また宮地のパートナーには東海地方で活動するシンガーソングライターの河原龍夫が担当。

  - 【長野県】長野エフエム放送
    - 長野エフエム放送（FM長野）はこの日、開局30周年を迎えた。それを記念し、自社制作の『Oasis 79.7』『ラジモ!』の拡大版、特別番組を放送[147]。

  - 【東京都】J-WAVE
    - J-WAVEはこの日、開局30周年。9時から24時間連続の開局記念特番『J-WAVE 30th ANNIVERSARY SPECIAL OVER THE WAVE』をリレー形式で放送。
- 2日
  - （1日深夜）文化放送で、4人の男性声優が日替わりでパーソナリティーを務める生放送番組『&CAST!!!アワー ラブナイツ!』（1:00 - 2:00）を開始。担当は火曜（月曜深夜）・森久保祥太郎、水曜（火曜深夜）・吉野裕行、木曜（水曜深夜）・福山潤、金曜（木曜深夜）・諏訪部順一がそれぞれ務める[148][149]。
  - （1日深夜）【関東広域圏】ニッポン放送にて女優の浜辺美波がパーソナリティーを務める新番組『浜辺美波 真夜中のシンデレラ』（火 - 金曜、0:53 - 1:00）を放送開始[150]。
  - 【関東広域圏】TBSラジオにて火曜21:30 - 22:00枠にて『日本リアライズ presents 篠田麻里子のGOOD LIFE LAB!』を開始。メインパーソナリティ（所長）を篠田麻里子（女優・元AKB48）が務め、アシスタント（助手）に宇垣美里（TBSアナウンサー）、所員にアポロン山崎（吉本興業）が起用される[151]。
  - 【京都府】エフエム京都（α-STATION）で、4人組ロックバンド・感覚ピエロの初めての冠番組となる『KANERO HZ（カンエロ ヘルツ）』が放送開始[152][153]。
  - ニッポン放送『オールナイトニッポン』の放送開始50周年を祝うパーティー「オール感謝ニッポン」が東京・帝国ホテルで開催され、かつて同番組でパーソナリティーを務めた松任谷由実（シンガーソングライター）や笑福亭鶴光（落語家）、現在日曜未明（土曜深夜）のパーソナリティーを務めるオードリー（お笑いコンビ）ら500名が参加した[154]。
  - 【兵庫県】ラジオ関西は、火曜午前に放送している『桂春蝶のバタフライエフェクト』について、メインパーソナリティーの桂春蝶（落語家）が一部週刊誌に「知人女性に対する暴力行為等が掲載された」ことを理由に当面の間出演を見合わせることを発表。この日の番組冒頭で同局アナウンサーがこの件について報告した[155]。
- 3日（2日深夜） - 文化放送『日野ミッドナイトグラフィティ 走れ!歌謡曲』は、この日より水曜パーソナリティーとして五戸美樹（フリーアナウンサー、元ニッポン放送アナウンサー）が登板[156]。
- 4日 - （3日深夜）文化放送にて、お笑いコンビ・和牛がパーソナリティーを務め、今年3回特番として放送した『和牛のモーモーラジオ』をレギュラーに昇格して開始（2:00 - 2:30）[149]。
- 5日 - 【関東広域圏】ニッポン放送の金曜午後ワイド番組『金曜ブラボー。』（13:00 - 17:20）がこの日よりリニューアル。前週までの上柳昌彦（同局アナウンサー）と望月理恵（タレント・ラジオパーソナリティ）のコンビに替わって大橋未歩（フリーアナウンサー、元テレビ東京アナウンサー）が新パーソナリティとして登場、番組名も『大橋未歩 金曜ブラボー』に変更[157]。
- 6日
  - 【北海道】STVラジオ『ウィークエンドバラエティ 日高晤郎ショーフォーエバー』は、ナイターオフに入るにあたり、放送時間を5時間50分から従来の9時間（8:00 - 17:00）に戻す。なお、メインパーソナリティは引き続き、札幌テレビ放送アナウンサー・吉川のりおが担当[158]。
  - TBSラジオで、とんねるずの木梨憲武がパーソナリティーを務める1時間の生放送番組『土曜朝6時 木梨の会。』（6:00 - 7:00）を開始[159][160]。
  - ニッポン放送で土曜夕方枠ワイド新番組『高嶋ひでたけと里崎智也 サタデーバッテリートーク』（18:00 - 20:30）を放送開始。パーソナリティには「LFのレジェンド」こと高嶋秀武（元ニッポン放送アナウンサー、フリーアナウンサー）と里崎智也（元・千葉ロッテマリーンズ、ニッポン放送専属野球解説者）が起用される[161]。
  - 【関東広域圏】文化放送にてBS11のテレビ番組『Anison Days』とコラボレーションするラジオ版新番組『Anison Days+』（土曜18:00 - 18:57）をナイターオフシーズン番組として放送開始。パーソナリティはテレビ版でもMCを務める森口博子（歌手・タレント）、アシスタントは八木菜緒（BS11アナウンサー、元文化放送アナウンサー）が務める[162][163]。
  - 【北海道・福岡県・熊本県】東京のコミュニティーFM・渋谷のラジオで放送中の『福山雅治と荘口彰久の「地底人ラジオ」』のネット受けを、北海道放送（HBCラジオ）と熊本放送（RKKラジオ）で開始、また同月16日には、RKB毎日放送で放送開始[164]。
    - 【北海道】このうち、北海道放送では、同時間帯に放送されていた『ラジ魂!!』を、20:00 - 22:00に放送枠を移動[165]。
- 7日
  - 【関東広域圏】TBSラジオ
    - 『安住紳一郎の日曜天国』で、夏休み中のメインパーソナリティー・安住紳一郎（TBSアナウンサー）の代打として毎日放送（MBS）アナウンサーの福島暢啓が登場。安住は9月23日の同番組内で福島を代打として登場させる旨の発言を行っていた[166]。
    - 『大林組 presents 宇宙飛行士・山崎直子の夢の架け橋』（日曜 19:00 - 19:15）を開始。パーソナリティに山崎直子（元JAXA宇宙飛行士）を起用、アシスタントとして喜入友浩（TBSアナウンサー）が出演する[151]。
    - 『住協グループ presents 六平直政の気をつけナイト!』（日曜 23:30 - 24:00）を開始。パーソナリティには六平直政（俳優）を起用、アシスタントとして山形純菜（TBSアナウンサー）が出演する[151]。
- 9日〜19日 - （8日深夜）エフエム東京（TOKYO FM）はお笑い芸人が担当する2週間の期間限定番組『夜光虫』（火 - 金曜2:00 - 5:00）を放送した。火曜はEXIT、水曜はAマッソ、木曜はラブレターズ、金曜はジェラードンがパーソナリティを務めた[167]。
- 10日 - 【追悼】地方ラジオ局37局が加盟する地方民間放送共同制作協議会（通称：火曜会）は、9月15日に75歳で死去した女優・樹木希林が語りを務めるラジオドラマ『神田・神保町 レコード屋のおかみさん』を10月13日の山形放送から順次再放送することを発表。各局の放送時間は火曜会のホームページ上で告知される[168]。
- 13日 - 【スポーツ】プロ野球セ・パクライマックスシリーズ開幕（ファーストステージ：13〜15日、ファイナルステージ：17〜22日）。出場球団地元のNHKラジオ第一や民放各局で中継放送。
- 21日 - TOKYO FMを始めとするJFN系列38局で、作家・村上春樹がDJを務める特別番組『村上RADIO』の第2弾「秋の夜長は村上ソングズで」（19:00 - 19:55、一部ネット局は放送時間が異なる）を放送。8月5日に放送した第1弾が好評だったことから第2弾を放送することになったもの。また同局は第3弾も放送する予定があることを明らかにした[169]。→8月5日の出来事参照
- 25日 - NHKラジオ第一『すっぴん!』にてこの日、総合テレビの番組『あさイチ』とのコラボレーションを実施、『あさイチ』側から司会の博多華丸・大吉（漫才コンビ）と近江友里恵（NHKアナウンサー）が出演し、番組前半にて「コラボ大喜利」を同時生放送で実施した（→2018年のテレビ (日本)#10月も参照）。
- 27日〜11月3日 - 【スポーツ】プロ野球『SMBC日本シリーズ2018「広島東洋カープ対福岡ソフトバンクホークス」』をNHKラジオ第一ならびに民放各局（カープの地元・広島の中国放送、ホークスの地元・福岡のRKB毎日放送・九州朝日放送など）にて中継放送（→参照）。なお、今大会は昨シーズンを最後に野球中継から撤退したTBSラジオをはじめ、前年までは地元球団の出場の有無にかかわらず中継を行ってきたCBCラジオ・STVラジオが中継を見送るなど、中継を縮小する動きが相次いだ。
  - 【福岡県】11月3日、ソフトバンクが4勝1敗1引分で広島に勝利し日本一。これに伴い、ソフトバンクの地元である在福ラジオ2局（九州朝日放送・RKB毎日放送）は、試合中継終了後ただちに優勝記念の特別番組を放送[170]。
- 27日 - NHKラジオ第一にて、ビートたけしと所ジョージによる音楽トーク特番『たけし!所!ラジオ、俺の1曲』を放送（17:05 - 17:55）。両者がNHKラジオでパーソナリティを務めるのはこれが初となった。
- 30日〜31日 - 【埼玉県】エフエムナックファイブは31日に迎える開局30周年を記念し、エフエムナックファイブ史上初となる30時間特別番組『30年ありがとっ!NACK5祭りだワッショイ!』を放送（30日12時 - 31日18時）[171]。スペシャルゲスト対談コーナーでは大野勢太郎と亀梨和也（KAT-TUN）、小林克也と爆笑問題による対談をそれぞれ放送した[172]。

### 11月
- 2日 - 【東京都】2017年1月に「放牧」と表現し活動を無期限で休止していた男女3人組バンド・いきものがかりが、この日放送されたJ-WAVEの生放送特番『AVALON〜事件です!いきものがかり集牧宣言〜』に揃って出演し、「集牧」という名目で、バンドの結成記念日に当たる11月3日付を以て1年10か月ぶりに活動を再開することを発表[173]。
- 7日 - ニッポン放送『中田敦彦のオールナイトニッポンPremium』DJの中田敦彦（オリエンタルラジオ）が、生放送中に有楽町・ニッポン放送のスタジオから浜松町・文化放送に移動し、裏番組である『SHIBA-HAMAラジオ』のスタジオに乱入。およそ25分に渡って、ニッポン放送と文化放送で同じ内容が放送される事態となった[174]。
- 12日 - 【新潟県】この日放送の新潟放送（BSNラジオ）『NGT48のガチ!ガチ?カウントダウン!』にNGT48の富永夢有が出演し、2期研究生がラジオデビューを果たした[175]。また、14日放送のエフエムラジオ新潟『NGT48のみんな神対応!! ラジオあくしゅ会!!』、17日放送の新潟県民エフエム放送（FM PORT）『PORT DE NGT』においても、それぞれ2期研究生が出演した[176][177]。
- 17日 - 【鹿児島県】この日、南日本放送（MBCラジオ）はイベント『探検! 発信! かごしまじかん MBCラジオまつりin かんまちあ』を開催し、ゲストの山里亮太（南海キャンディーズ）、三浦祐太朗、永野らが出演するステージの模様の中継を交えた10時間の生放送（5部構成）を放送した[178]。

### 12月
- 1日
  - 【福島県】ラジオ福島（rfc）の開局記念日にあたるこの日、開局65周年ならびにFM補完中継局（ワイドFM）の中継局3局の開局を記念した特別番組『Thank you Best Friend これからもずっと。』を7時から15時までの8時間にわたって放送[179]。
  - 【東京都】歌舞伎俳優の市川染五郎と欅坂46（当時）の平手友梨奈との対談の模様を『RADIO SWITCH』（J-WAVE）の中で放送[180]。
- 2日
  - 【近畿広域圏】朝日放送ラジオでは、この日朝日放送テレビで放送されていた『M-1グランプリ』決勝ならびに敗者復活戦の様子をラジオで実況・解説する『ラジオでウラ実況!? M-1グランプリ2018』を、18時30分から4時間にわたって放送[181]。
  - 【香川県】本年6月から放送していたFM香川のトーク番組『勝谷誠彦×田尾和俊『怒れるおっさんラジオ』』（日曜18:00 - 18:30）は、パーソナリティの勝谷誠彦が前月28日に死去したことに伴い、この日の放送をもって番組を終了[182]。
- 3日〜14日 - （2日深夜）エフエム東京（TOKYO FM）は10月に放送されたお笑い芸人が担当する2週間の期間限定番組『夜光虫』（月 - 金曜2:00 - 5:00）を再び、プログラムし放送した。月曜はEXIT、火曜はハナコ、水曜はAマッソ、木曜は魔人無骨、金曜はさらば青春の光がパーソナリティを務めた[183]。
- 10日
  - （9日深夜）【関東広域圏】TBSラジオは10月に東京・よみうりホールにて開催された「マイナビLaughter Night」第4回チャンピオンライブにて優勝したやさしいズの冠番組『やさしいズのやさしい2時間』を放送[184]。
  - ニッポン放送はこの日、ビートたけしと高田文夫がパーソナリティを務める『ビートたけしのオールナイトニッポンPremium』（18:00 - 20:00）、ならびに松村邦洋（松村は十八番であるたけしのものまねで登場）と高田文夫がパーソナリティを務める『ほぼビートたけしのオールナイトニッポンPremium』（20:00 - 20:50）を放送した[185]。
- 10日〜13日 - 【関東広域圏】9月の放送で終了したニッポン放送『中島みゆきのオールナイトニッポン月イチ』の総集編を4日連続で放送（21:00 - 21:50）。ナビゲーターは中島と親交のある上柳昌彦（フリーアナウンサー・元ニッポン放送アナウンサー）が担当[186]。
- 2日・9日・16日・23日 - エフエム東京（TOKYO FM）をキーステーションとするJFN系列38局で放送中の『木村拓哉 Flow supported by GYAO!』の12月のマンスリーゲストとしてB'zの稲葉浩志が出演し、公私共に親交が深い木村と稲葉の初となるラジオ対談を放送した[187]。
- 13日 - ニッポン放送で放送中の『AKB48のオールナイトニッポン』のパーソナリティを欅坂46所属（当時）の長濱ねるが担当した。坂道シリーズのメンバーが単独パーソナリティを務めるのは乃木坂46（当時）の西野七瀬、欅坂46（同）の平手友梨奈に続き、3人目となった[188]。
- 14日 - この日、ニッポン放送で放送中の『オールナイトニッポンGOLD』を16年ぶりにコブクロが担当した[189]。
- 16日
  - （15日深夜）この日、ニッポン放送で放送中の『オールナイトニッポン0(ZERO)』を映画『カメラを止めるな!』の監督・上田慎一郎が務めた[190]。
  - エフエム東京（TOKYO FM）をキーステーションとするJFN系列38局で、作家・村上春樹がDJを務める『村上RADIO』シリーズの第3弾「村上式クリスマス・ソング」を放送（19:00 - 19:55、一部ネット局は放送時間が異なる）[191][192]。→8月5日及び10月21日の出来事も参照
- 18日・20日（19日深夜） - 【健康問題・関東広域圏】TBSラジオ『たまむすび』の火曜パートナーを務めている山里亮太（南海キャンディーズ）が番組を欠席するハプニング。山里は午前に放送された日本テレビ系『スッキリ』の出演後に急激な痛みを訴え、病院での診察の結果虫垂炎と診断された。代役として13時台は直前番組『ジェーン・スー 生活は踊る』のメインパーソナリティー・ジェーン・スー、14時台以降はTBSアナウンサーの外山惠理が務めた[193]。さらに自らパーソナリティーを務める20日未明（19日深夜）の同局『水曜JUNK 山里亮太の不毛な議論』も欠席し、代役を相方の山崎静代が務めた[194]。
- 23日 - 【近畿広域圏】この日、毎日放送（MBSラジオ）『オレたちゴチャ・まぜっ!〜集まれヤンヤン〜』内で大川藍（タレント、アイドルグループ・アイドリング!!!元メンバー）が結婚を発表し、2019年6月で芸能界を引退することを発表した[195]。
- 24日・25日 - 【特番】NRN系のAMラジオ局11局（ニッポン放送、STVラジオ、青森放送、IBC岩手放送、ラジオ福島、ラジオ大阪、和歌山放送、中国放送、西日本放送、九州朝日放送、ラジオ沖縄）において、クリスマス恒例の24時間チャリティ特番『ラジオ・チャリティー・ミュージックソン』（24日正午 - 25日正午）を放送。
  - 【関東広域圏】このうちキー局のニッポン放送では、メインパーソナリティを、ジャニーズ事務所所属のアイドルグループ・Kis-My-Ft2が担当した[196]。
- 27日 - 【関東広域圏】漫画家・手塚治虫の生誕90年を受け、文化放送では『生誕90周年記念特番 〜手塚治虫の伝言〜』を放送。番組では、手塚作品のファンを公言する栗山千明（女優）が生前の手塚を知る関係者にインタビューを行った模様や、栗山と同じく手塚作品のファンである漫画家・浦沢直樹をゲストに迎え対談を行った[197]。
- 29日
  - NHKラジオ第一では『15時間 オリエンタルラジソン』と題し、この日の8時5分 - 22時55分（途中ニュース中断あり）までの約15時間ラジオマラソン生放送を実施。メインパーソナリティはお笑いコンビのオリエンタルラジオが担当した[198]。
  - ニッポン放送『タッキーの滝沢電波城』（2007年10月6日 - ）は、メインパーソナリティーの滝沢秀明の年内一杯での芸能界引退に伴いこの日の放送をもって終了。約11年3か月の歴史に幕[199]。
- 30日 - 【音楽・特番】TBSラジオをキーステーションにJRN系にて年末恒例、60回目を迎える音楽祭特番『第60回 輝く!日本レコード大賞』を新国立劇場から生放送[200][201]（17:30 - 23:00）。総合司会は安住紳一郎（TBSアナウンサー）と土屋太鳳（女優）が、ラジオ進行は駒田健吾（TBSアナウンサー）がそれぞれ担当した[202][203]。
- 31日
  - 【音楽・特番】NHKは『第69回NHK紅白歌合戦』を開催。ラジオ第一放送にてテレビ（総合・BS4K・BS8K）と並行放送（19:15 - 23:45、スポットニュース挿入による中断あり）[204]。なお、本年の司会者は紅組：広瀬すず（女優）、白組：櫻井翔（嵐）、総合司会：内村光良（ウッチャンナンチャン）と桑子真帆（NHKアナウンサー）が起用され[205]、出場する歌手は紅白併せて42組（初出場6組）[206][207]。
  - 【関東広域圏】この日17時より1時間にわたり、ニッポン放送『うつみ宮土理のおしゃべりしましょ』の拡大スペシャルを放送。同スペシャルは12月16日にうつみの夫で2015年4月に死去した俳優・タレントの愛川欽也が東京都目黒区内に建設した「中目黒キンケロ・シアター」で公開収録された[208]。

## 主なその他ラジオ関連の出来事

### 1月
- 4日 - 【訃報】元プロ野球選手・監督として活躍し、NHKや中部日本放送(当時)の専属野球解説者を務め、毎日放送のラジオ番組『星野仙一の熱血・仙一夜』のパーソナリティーを担当した経験を持つ星野仙一（東北楽天ゴールデンイーグルス球団副会長）がこの日、膵臓がんのため死去（70歳没）[209][210]。
- 11日 - 【活動進退】NHKアナウンサーの登坂淳一（1997年入局、鹿児島局所属）が、同日付をもってNHKを退局し、フリーアナウンサーに転向[211]。
- 16日 - 【不祥事】NHKがこの日18時55分に同局ウェブサイト内ニュースポータル「NHK NEWS WEB」および、スマートフォン向け「NHKニュース・防災アプリ」にて「北朝鮮ミサイル発射の模様」という誤ったニュース速報を発信。なお北朝鮮からミサイルは発射されておらず、また日本政府からJアラートによる避難呼びかけも出されていないため、NHKは即時にサイト内でお詫び・訂正した[212][213]。NHKは「こんなことは初めて。原因を究明中」とコメント[214]。その後広報部から「原因は報道局の担当者が配信装置を誤って操作したことである」と発表した[215]。また30日付で、担当職員3名を役員報酬カットなどの処分とした[216]。
- 26日 - 【インターネット・放送終了】ニッポン放送が運営していたインターネットラジオ局「Suono Dolce」が同日23時59分を以て閉局。
- 30日 - 【放送開始・福島県】ラジオ福島のFM補完中継局（ワイドFM）金山局が本放送を開始[217]。
- 31日 - 【活動進退】ニッポン放送アナウンサーで、プロ野球実況などで活躍する師岡正雄が同日付で退職。この日の『今夜もオトパラ!』にて発表。なお、師岡は今後も同局で活動する[218]。

### 2月

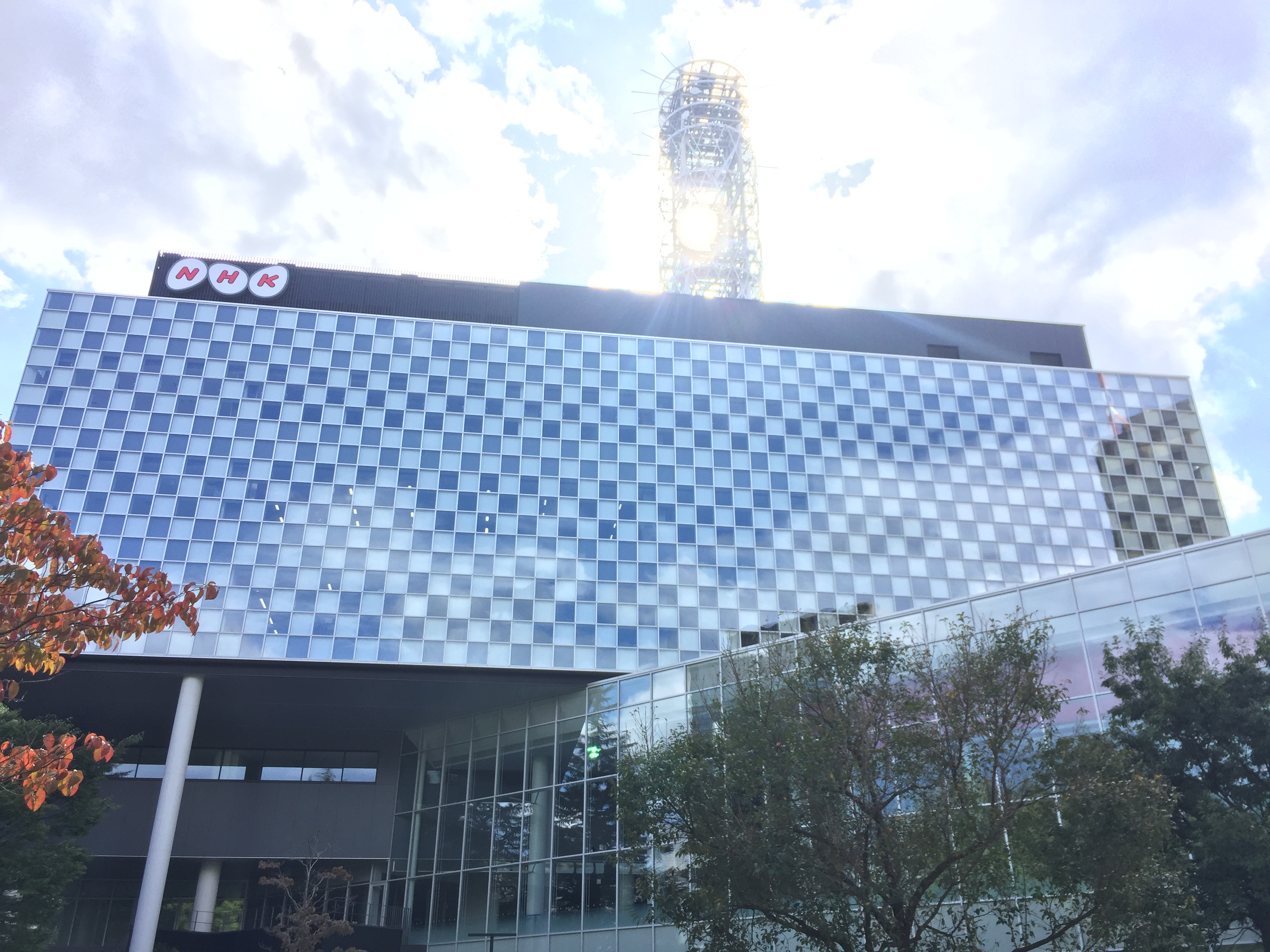
NHK仙台放送局新放送会館（仙台市青葉区）

- 1日 - 【放送開始・radiko・香川県】エフエム香川が、同日正午より「radiko」通常版（無料、香川県内のみ）ならびに「radikoプレミアム・エリアフリー」（有料会員制、全国で聴取可能）共に配信開始[219]。
- 4日 - 【移転・宮城県】NHK仙台放送局が仙台市青葉区本町2丁目に完成した新放送会館へ移転、翌5日より同会館より放送を開始[220]。前日の3日には開館記念特番としてNHK-FMで『今日は一日“勇気うた”三昧 in SENDAI』が同会館から公開生放送された。
- 5日
  - 【放送開始・宮崎県】NHK宮崎放送局のFM補完中継局（ワイドFM）五ヶ瀬局が本放送を開始[221]。
  - 【CI・ロゴ・山梨県】エフエム富士が、開局30周年を迎えるにあたり、プロ、アマを問わず、社名ロゴのデザインを募集することを発表した[222]。
- 12日 - 【訃報・兵庫県】『スタジオTODAY ホットに語ろう!』（1979年10月 - 1995年3月）など、実弟の西條笑児と共に長年ラジオ関西のパーソナリティーとして活躍した西條遊児が、この日の朝番組出演のため滞在していた同局の社屋内で倒れているのが見つかり、神戸市内の病院に搬送されたが心筋梗塞のため死去（80歳没）[223][224]。
- 20日 - 【放送開始・鹿児島県】南日本放送（MBC）のFM補完中継局・種子島局が放送を開始[225]。
- 23日 - 【人事】日本民間放送連盟は本年6月で任期切れとなる井上弘会長（TBSテレビ名誉会長）の後任を選出するための会長推薦委員会を開き、第15代会長に大久保好男（日本テレビ放送網社長（当時））を推薦することを全会一致で議決。6月の連盟理事会並びに定時総会を経て大久保新体制を発足させることとしている[226][227]。

### 3月

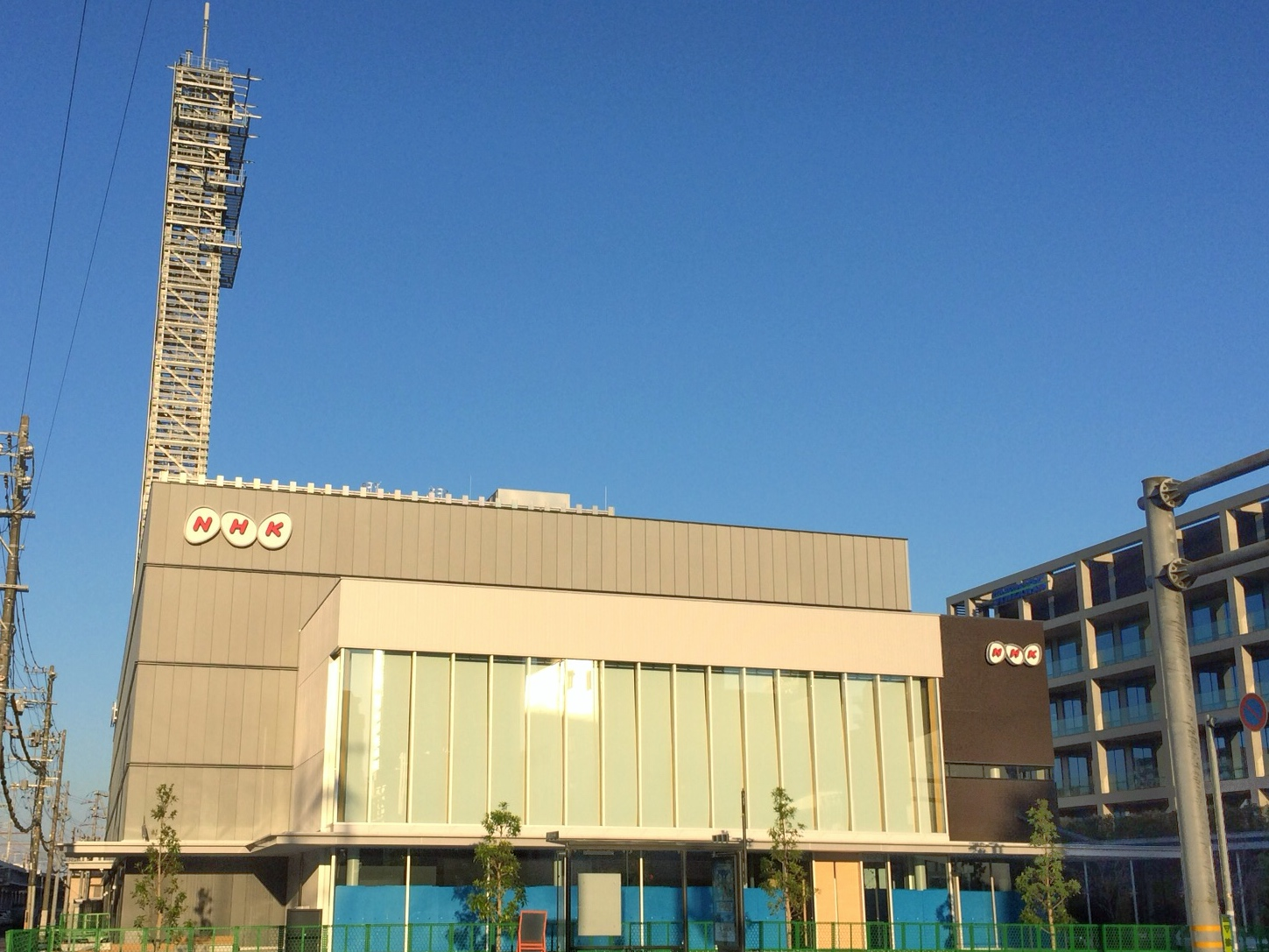
NHK静岡放送局新放送会館（静岡市駿河区）

- 6日 - 【活動進退】ニッポン放送アナウンサーで『高田文夫のラジオビバリー昼ズ』の火曜アシスタントを務める新保友映が、3月いっぱいで同局を退社することを、同日放送の同番組で明らかにした。27日放送の同番組をもって卒業[228]。
- 10日 - 【放送開始・岐阜県】岐阜放送ラジオ(GBS)のFM補完中継局(ワイドFM)岐阜局が本放送開始[229]。
- 12日
  - 【移転・静岡県】NHK静岡放送局が静岡市駿河区八幡1丁目に完成した新放送会館へ移転、この日朝より放送開始[230]。
  - 【活動進退】元NHKアナウンサーの内藤裕子が、2017年5月で退職し生島企画室（現在のFIRST AGENT）所属のフリーアナウンサーに転向していたことが、この日明らかとなった[231]。
- 18日 - 【訃報】1959年にラジオ東京（現在のTBSラジオ）[注 8] にアナウンサーとして入社し、後に報道記者に転向してTBSテレビ系ニュース番組『JNNニュースデスク』や『JNNニュースコープ』などのキャスターを務め、晩年には『サンデーモーニング』（TBSテレビ）のコメンテーターを務めた新堀俊明がこの日、肺炎のため死去（84歳没）[232]。
- 19日 - 【スポーツ・福岡県】RKB毎日放送は7月4日から、タマホーム スタジアム筑後で行われる福岡ソフトバンクホークスの二軍公式戦のナイトゲーム中継を行うことを発表。一軍公式戦のない日に行われる試合が対象となる[233]。
- 21日
  - 【放送開始・岡山県】山陽放送(RSK)のFM補完中継局（ワイドFM）岡山局が本放送開始[234]。
  - 【訃報】NHKラジオ第一放送の演芸番組『サンデージョッキー』（1984年 - 2008年）や、NHK教育テレビの『ピコピコポン』などの脚本・構成を担当した脚本家・放送作家の小山田満月がこの日、出血性ショックのため死去（69歳没）[235]。
- 26日 - 【放送開始・長野県】信越放送(SBC)のFM補完中継局(ワイドFM)長野（美ケ原）局が本放送を開始[236]。
- 27日
  - 【社長会見・建築・中京広域圏】中部日本放送（CBC）社長の杉浦正樹がこの日行った定例会見で、名古屋市中区新栄の本社屋「CBC会館」（1956年竣工）を2020年度以降に大改修工事を行うことを発表[237]。
  - 【放送開始・愛媛県】南海放送（RNB）のFM補完中継局（ワイドFM）今治・久万・御荘の3局が放送を開始[238]。
- 28日
  - 【訃報】3代目桂米朝門下の落語家で、朝日放送（現：朝日放送ラジオ）『はい!可朝ですABC』（1991年10月 - 1995年3月）のメインパーソナリティを務めるなど、幅広く活躍した月亭可朝が、この日、急性肺線維症のため死去（80歳没）。彼の訃報は4月9日に上方落語協会より公表された[239]。
  - 【聴取率・関東広域圏】ビデオリサーチによる2018年2月期（2月26日 - 3月4日実施）首都圏ラジオ聴取率調査において、TBSラジオが全日でJ-WAVEと並ぶ首位を獲得し、これにより2001年8月期から16年8ヶ月間、100期連続首位を達成したことがわかった[240][241]。
- 31日
  - 【活動進退】NHKアナウンサーの有働由美子がこの日付を以て27年間在職した日本放送協会を退職[242]。今後はジャーナリストとして活動する意向を4月3日に表明した[242]。
  - 【活動進退・関東広域圏】ニッポン放送アナウンサーの新保友映[228]、文化放送アナウンサーの小尾渚沙[243]、八木菜緒[244] がそれぞれ各局を退社[243]。小尾はフリーアナウンサーに転身し[243]、八木は3月27日に日本BS放送（BS11）に移籍することを発表した[244]。

### 4月
- 1日
  - 【radiko】この日の5時より、ジャニーズ事務所に所属するタレントが出演する番組のradikoでのタイムフリー機能、エリアフリー機能を使った聴取が解禁される[245]。
  - 【放送持株会社・人事・近畿広域圏】朝日放送（ABC）が商号を「朝日放送グループホールディングス」（ABCGHD）に変更し放送持株会社へ移行すると共に、放送事業を分割準備会社に承継し、テレビ放送事業を担う朝日放送テレビ（ABCテレビ）とラジオ放送事業を担う朝日放送ラジオ（ABCラジオ）が発足し、同社傘下に入る[246]。また朝日放送では持株会社発足に伴い、同日（2018年4月1日）付で朝日放送グループホールディングス代表取締役社長に沖中進（発表時：朝日放送常務取締役）[247]、新設の朝日放送テレビ代表取締役社長に山本晋也（発表時：朝日放送常務取締役、朝日放送グループホールディングス代表取締役副社長を兼務）[248][249]、朝日放送ラジオ代表取締役社長に勝山倫也（発表時：朝日放送ラジオ局長）[250] がそれぞれ就任する人事を決定し、2017年12月6日に発表した。
  - 【CI・ロゴ・山梨県】エフエム富士は、同年2月より募集していた開局30周年記念に伴う新ロゴキャンペーンのグランプリ受賞作品を、この日よりコーポレート・ロゴとして使用。なお、新ロゴは東京都在住の男性デザイナーの作品で、FM FUJIの頭文字「F」の2番目の横線を波状とし、富士山やラジオの電波を表現[251]。
- 2日
  - 【放送開始・radiko・山口県】この日の正午よりエフエム山口（FMY）のradiko.jpでの県域及びradikoプレミアムによるエリアフリー配信を開始[252]。
  - 【放送開始・京都府】この日の9時より京都放送（KBS京都）のFM補完中継局（ワイドFM）が放送を開始[253]。
- 3日
  - 【訃報・北海道】1983年から『ウィークエンドバラエティ 日高晤郎ショー』のパーソナリティを35年間続けるなどSTVラジオで数々の番組を担当したほか、九州朝日放送・CBCラジオ・ニッポン放送でもレギュラー番組を歴任した俳優・声優の日高晤郎がこの日午前、悪性腫瘍（脂肪肉腫）により札幌市内の病院で死去（74歳没）。訃報はSTVラジオの公式サイト上で発表された[34][254]。なお、これを受けSTVラジオは、日高へのメッセージを受け付ける追悼記帳台を、局舎内にあるSTVホール（同所は『日高晤郎ショー』の公開生放送や日高晤郎関係の特別番組放送に度々使用された）に設置した[255]。
  - 【サービス】エフエム東京（TOKYO FM）、ジャパンエフエムネットワーク、ジグノシステムジャパンの3社が全国のFM39局のサイマル配信を無料かつエリアフリーで聴取できるラジオプラットフォーム「WIZ RADIO」のサービスを開始し、この日よりAndroid向けアプリの提供を開始（iOS版は同月17日提供開始）。レコチョクとの連係によるオンエア楽曲の試聴・購入機能やオンデマンドコンテンツの配信、アプリ上で直接リクエストやメッセージを送れるコミュニケーション機能、有料コンテンツサービスなども盛り込む[256][257]。
- 5日 -  【訃報・宮城県】東北放送（TBC）でテレビ局長を始めとする幹部職を務め、2005年から2010年まで同社社長を務め、その後は会長及び相談役を歴任した永野為光がこの日、心不全のため死去（78歳没）[258]。
- 11日 - 【放送開始・山口県】山口放送（KRY）のFM補完中継局（ワイドFM）宇部局が放送を開始[259]。
- 12日 - 【radiko】NHK・民放連共同ラジオキャンペーン第7弾の一環として、3月30日まで一部地域にて行われてきた『radiko.jp』でのNHKラジオ第1・第2・FMの3局の実験配信をこの日の正午から再開し2019年3月末（予定）まで実施するともに、配信エリアを全国に拡大。ラジオ第1は全国を8エリアに分け各放送局の放送を配信（北海道：札幌放送局、東北：仙台放送局、関東・甲信越：放送センター、中部：名古屋放送局、近畿：大阪放送局、中国：広島放送局、四国：松山放送局、九州・沖縄：福岡放送局）、ラジオ第2は全国放送、FMは東京局のいずれも1コンテンツ配信となる[260][261]。なお、NHKの放送についてはエリアフリー・タイムフリーともに対象外。また、NHKが配信する同様のサービス『らじる★らじる』についても、『radiko.jp』での配信開始以降もそのまま利用可能となる。
- 18日 - 【スポーツ】NHKはこの日、6月の『2018 FIFAワールドカップ・ロシア大会』の中継主題歌を歌唱するアーティストとしてロックバンドのSuchmos（サチモス）を起用することを発表[262]。なお、W杯中継放送のテーマ曲には「VOLT-AGE」が使用される[263]。
- 23日 - 【訃報】広島東洋カープ内野手としてプロ野球記録の2215試合連続出場を持つことで『鉄人』の愛称で知られ、引退後は東京放送（後のTBSラジオ・TBSテレビ）の専属解説者としてプロ野球中継の他、「サンデーTOKYO（1989年4月 - 1990年9月）」・「衣笠祥雄のほっとひといき（1991年10月7日 - 1992年4月3日）」・「鉄人ミュージック（2007年より不定期で放送）」などTBSラジオの番組DJを担当した経験を持つ衣笠祥雄がこの日の夜、上行結腸がんのため東京都内で死去（71歳没）[264][265]。
- 25日 – 【不祥事】TOKIO（ジャニーズ事務所所属）メンバー（当時）でFM NACK5『山口達也 TOKIO WALKER』のDJを担当していた山口達也が強制わいせつの容疑で、20日に警視庁に書類送検されていたことがこの日明らかとなった[266][267][268]（出演番組対応については「主な番組関連の出来事」の4月29日ならびに5月2日・5月6日を参照)。
- 26日 - 【活動進退】元NHKアナウンサーの有働由美子がこの日、芸能事務所ナチュラルエイトに所属、フリーアナウンサーとして活動することが明らかとなった[269]。

### 5月
- 1日
  - 【放送開始・宮城県】V-Low帯マルチメディア放送・i-dioの仙台局・喜多方局が開局し、東北地区での放送を開始。同時に北海道・東北地区のソフト事業者である北日本マルチメディア放送も東北地区での放送業務および北海道・東北のJFN系FM7局のサイマル放送を開始[270]。
  - 【放送開始・広島県】三原テレビ放送や三原商工会議所が中心となって設立したコミュニティFM局「FMみはら」が、広島県三原市を主な放送エリアとして開局・放送開始[271]。
- 2日 - 【訃報】日本テレビ系テレビドラマ『太陽にほえろ!』、『傷だらけの天使』などのテーマ音楽演奏を担当した井上堯之バンドのリーダーを務め、α-stationの番組『MOJO WEST MUSIC SELECTION 井上堯之「人生っていいもんだ」』のDJを担当した経験を持つギタリストでバンドマスターの井上堯之がこの日死去（77歳没）[272]。
- 14日 - 【CI・ロゴ・神奈川県】アール・エフ・ラジオ日本は、この年に開局60周年を迎えることを記念し、放送局のロゴマークとコミュニケーションマークの刷新を実施。なお、新ロゴは先代のもの同様、親会社の日本テレビと同じ字体を使用[273]。
- 15日 - 【訃報】TBSテレビ『NEWS23』のアンカーマンや、『サンデーモーニング』『みのもんたの朝ズバッ!』、TBSラジオ『森本毅郎・スタンバイ!』のコメンテーターなどを務め、晩年はTBSスペシャルキャスターも務めた毎日新聞社特別編集委員の岸井成格がこの日、肺腺癌のため自宅で死去（73歳没）[274]。
- 16日
  - 【訃報】『激しい恋』、『傷だらけのローラ』、『若き獅子たち』などのヒット曲で知られる歌手で、斎藤こず恵（子役・女優）と共にDJを担当した『ヒデキとこず恵の楽しいデート』（文化放送、1973年 - 1978年）や『青春リターンマッチ』（TBSラジオ、1986年）でのパーソナリティ担当など数々のラジオ番組に出演した西城秀樹がこの日夜、急性心不全のため死去（63歳没）[275]。
  - 【放送開始・愛媛県】NHK松山放送局のFM補完中継局(ワイドFM)宇和島補完ラジオ局が本放送を開始[276]。
- 25日 - 【放送持株会社・岡山県】山陽放送（RSK）が認定放送持株会社に移行する計画であると発表。同日、山陽放送分割準備株式会社を設立し、各種諸手続を進めた上で2019年4月1日に、山陽放送を「RSKホールディングス」に商号変更し、放送事業等を継承した山陽放送分割準備が「RSK山陽放送」となりRSKHDの傘下に入る。なお、既に放送持株会社体制に移行したRKB毎日放送や毎日放送と同じくテレビ・ラジオの分社は行わない[277]。
- 30日 - 【活動進退】元NHKアナウンサーの大成安代がこの日、自身のTwitterを更新し、NHKを退職していたことを明らかにした[278]。

### 6月
- 7日 - 【不祥事】ジャニーズ事務所に所属するグループ、NEWSのメンバーで、文化放送『KちゃんNEWS』のDJを担当する小山慶一郎が、前年末に東京都内で未成年女性と飲酒した件が同日発売の「週刊文春」（文藝春秋）にて報道されたことを受け、同事務所は小山と当時同席していたメンバーで、横浜エフエム放送『SORASHIGE BOOK』のDJを担当する加藤シゲアキの両名に対する処分を発表。小山を一定期間の活動自粛（事実上の謹慎処分）、また加藤には厳重注意を処した[279]。なお、小山は27日より活動再開[注 9][280]。→「主な番組関連の出来事」の6月7日の記事も参照。
- 14日 - 【人事・和歌山県】和歌山放送（WBS、和歌山県）は、この日に開催予定の株主総会及び取締役会にて同社社長の中島章雄が相談役に退き、専務の中村栄三を社長に昇格させる人事を決定した[281]。
- 15日 - 【活動進退・近畿広域圏】朝日放送テレビアナウンサーの平岩康佑が、この日付を以て同社を退職。今後はエレクトロニック・スポーツ（eスポーツ）を実況する“eスポーツキャスター”として活動する[282]。
- 18日 - 【放送事故・福岡県】RKB毎日放送にて、この日の9時30分頃からAMラジオ電波が正常送出されなくなり、復旧までおよそ8時間を要する放送中断及び障碍事故が発生。原因は福岡市東区の同社送信所での設備の接続トラブルと見られる[283]。
- 20日 - 【放送開始・長野県】信越放送（SBC、長野県）のFM補完中継局(ワイドFM)・高ボッチ局と飯田局が本放送を開始[236]。
- 26日 - 【放送開始・広島県】i-dioの広島親局が開局し、中国・四国地区での放送を開始。同時に同地区のソフト事業者である中国・四国マルチメディア放送の放送業務およびエリア内のJFN系FM8局のサイマル放送を開始[284]。
- 28日 - 【人事】東京放送ホールディングス（TBSHD、TBSラジオの親会社）は、この日付を以て同社社長の武田信二が会長に就き、専務の佐々木卓を社長に昇格させる人事を4月24日の同社取締役会にて決定。尚、社長人事と同日付で取締役名誉会長の井上弘、会長の石原俊爾がTBSHDの取締役を退任して共にTBSテレビ相談役に就任することも併せて決議した[285]。

### 7月

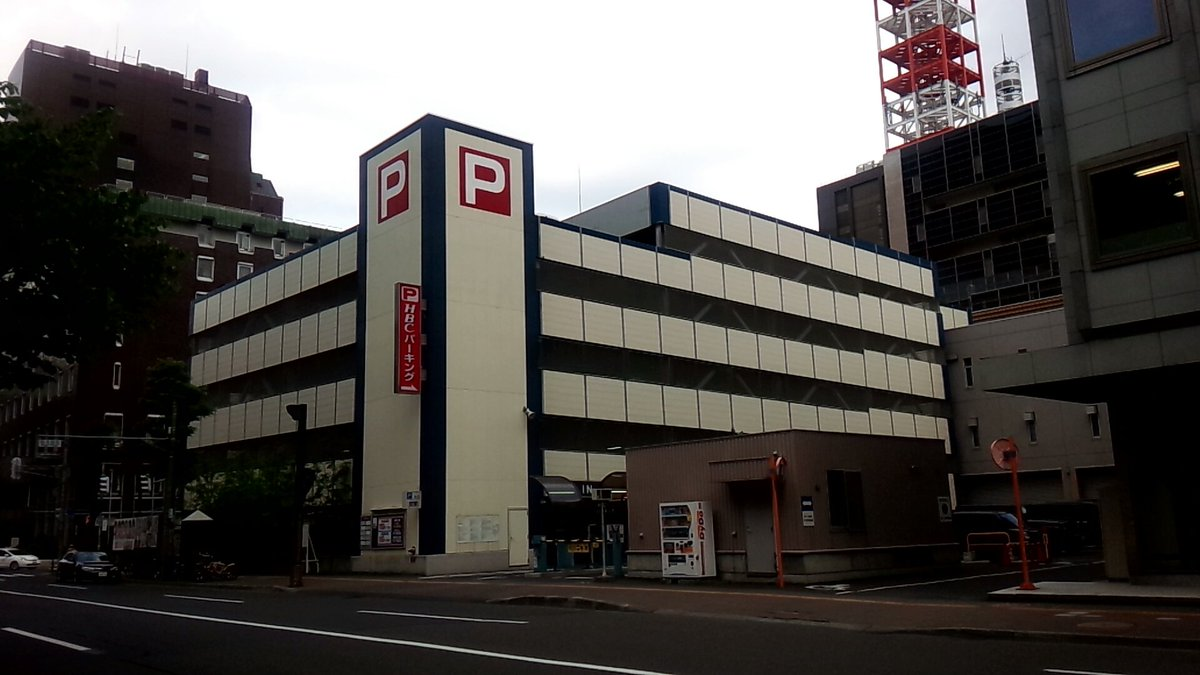
北海道放送(HBC)社屋に隣接する「HBCパーキング」(新社屋建設予定地)

- 1日 - 【建築・北海道】北海道放送（HBC）が、札幌市中央区にある本社屋（HBC放送会館、1959年竣工・1967年増築）の改築工事にこの日から着手。まず第1期工事として現在の放送会館に隣接する立体駐車場（HBCパーキング）を解体し、その跡地に地上9階・地下1階建て、延床面積が現会館と同規模の約12,000m2ほどの新社屋を第2期工事として建設するもので、2020年の春に完成した。新局舎の建設は熊谷組が担当する[286]。
- 2日 - 【放送開始・radiko・福井県】福井エフエム放送（FM福井）が、同日正午より「radiko」通常版ならびに「radikoプレミアム・エリアフリー」（有料会員制、全国で聴取可能）共に配信開始[287]。
- 11日 - 【被災地支援・関東広域圏・岡山県】ニッポン放送と山陽放送（RSK）は、「西日本豪雨」の被災地となった岡山県の被災者支援のため、携帯ラジオ200台を無償で提供することを発表[288]。なお、これはニッポン放送の社長定例会見で発表。ニッポン放送側が用意したラジオを、RSKを通じて被災地に提供することとしている。
- 18日 - 【訃報】1975年から1994年まで毎日放送制作・TBS系で放送された『まんが日本昔ばなし』の語り手を市原悦子（女優）と共に務め、また俳優として数々のテレビドラマ・映画にも出演。『常田富士男のごきげんさん』などラジオでも活躍した常田富士男が、この日脳内出血のため東京都内の病院で死去（81歳没）[289][290][291]。
- 23日 - 【放送開始】i-dioの関東・甲信越ブロックにおいて、ハイレゾ級音質チャンネル「i-dio HQ Selection」を開局し、96kHzサンプリングHE-AACフォーマットの高音質放送を開始。当初は『OTOTOY RADIO』（毎日17:00 - 18:00）においてのみハイレゾ級放送を行うが、今後順次放送時間帯や放送エリアを拡大していく[292]。
- 24日 - 【技術】ヤマハは、情報通信研究機構（NICT）や全国の放送局16社（テレビ朝日、フジテレビジョン、テレビ東京、中京テレビ放送、福島中央テレビ、テレビ埼玉、テレビ神奈川、群馬テレビ、千葉テレビ、とちぎテレビ、サンテレビジョン、京都放送、エフエム東京、J-WAVE、エフエムナックファイブ、放送大学学園）と連携し、テレビやラジオの放送内容を視聴者のスマートフォンで字幕表示する取り組みに着手すると発表[293]。
- 29日 - 【放送事故・近畿広域圏】この日3時30分頃、大阪府高石市にある毎日放送（MBSラジオ）の送信用アンテナに落雷があり、6時10分頃までの2時間40分余りに渡ってAM波による放送が中断した。急遽大阪・茶屋町の本社から予備送信したが、聴取できたのは大阪市内などごく一部にとどまった。同局で詳細な原因を調査している[294]。

### 8月
- 1日 - 【放送開始・愛媛県】南海放送（RNB）のFM補完中継局（ワイドFM）野村補完ラジオ局が開局。当初は西予市野村町を中心としたエリアの難聴取解消を理由に年内に開局予定だったのが、7月の西日本豪雨で同エリアが甚大な被害を受けたため、南海放送が四国総合通信局に早期開局を要請、臨機の措置として早期に免許が交付されたことによって繰り上げ開局が実現した[295][296]。
- 4日 - 【訃報】数々のテレビドラマや映画などで活躍し、ラジオでは『MBS競馬中継（当時）』（毎日放送）の司会を担当した経験を持つ俳優の津川雅彦がこの日、心不全のため死去（78歳没）。訃報は7日に明らかになった[297]。
- 9日 - 【サテライトスタジオ・東京都】エフエム東京（TOKYO FM）は同日に東京都中央区銀座、数寄屋橋交差点に開園するGinza Sony Park（銀座ソニーパーク）内にサテライトスタジオ『TOKYO FM | Ginza Sony Park Studio』をオープン[298]。
- 10日 - 【訃報】朝日放送テレビ制作・テレビ朝日系『必殺シリーズ』で藤田まこと（2010年没）演じる「中村主水」をいびる姑役で人気を博した他、数々のテレビドラマや映画に出演。ラジオでは朝日放送（当時）のラジオドラマに出演した経験を持つ女優の菅井きんが、この日東京都内の自宅で心不全のため死去（92歳没）。訃報は8月23日に公にされた[299][300]。
- 15日 - 【訃報】フジテレビ系アニメーション『ちびまる子ちゃん』原作者として知られ、1991年から1992年にかけては夫である『りぼん』の編集者・宮永正隆とともに『オールナイトニッポン』月曜1部のパーソナリティを担当した経験を持つ漫画家のさくらももこがこの日、乳癌のため死去（53歳没）[301]。訃報は8月27日に公式サイトなどで告知された[301]。
- 28日 - 北海道放送（HBCラジオ）と日本コミュニティ放送協会北海道地区協議会に加盟するコミュニティFMラジオ局22社は、災害時における放送体制の連携について協定を締結[302]。

### 9月
- 13日 - 【活動進退】ジャニーズ事務所所属のアイドルユニット「タッキー&翼」が9月10日付を以て解散していたことを発表。滝沢秀明は年内で芸能活動から引退し舞台などのプロデュースに専念することと今井翼が持病であるメニエール病の治療に専念するために近くジャニーズ事務所を退社することも併せて発表[303]。
- 14日 - 【訃報】TBS系ポーラ連続テレビ小説『おゆう』（1983年）で女優デビューし、その後関口宏（俳優）が代表を務める三桂所属のフリーキャスターとして『サンデーモーニング』や『筑紫哲也ニュース23』（いずれもTBSテレビ）のキャスターとして知られ、ラジオでは『浜尾朱美 サンデーキャロット』や『待ったなし大相撲』（いずれもTBSラジオ）に出演した浜尾朱美（元女優・キャスター）がこの日早朝、乳癌のため死去（57歳没）[304]。
- 20日 - 【被災地支援・北海道】STVラジオは、「平成30年北海道胆振東部地震」の被災地支援を目的として、9月17日に札幌で行われた同局の主催イベント「ツルハグリーンウォーク」の参加者から募った義援金を元手として、電池付きの携帯ラジオ30台を被災地へ贈呈[305]。
- 26日 - 【活動進退】NHKアナウンサーの島津有理子（1997年入職）が、この日付で自らが出演していた『100分de名著』（NHK教育）のコラムを更新し、「医師を目指して大学で勉強するため」として日本放送協会を退職したことを明らかにした[306][307]。
- 30日
  - 【放送終了】放送大学学園が関東地方の一部を放送対象地域とする放送大学の地上デジタルテレビ・FMラジオ放送を終了（放送免許は10月末まで有効）し、翌10月よりBSデジタル放送に一本化[308]。
  - 【閉局・岩手県】IBC岩手放送の前沢中継局が、設備の老朽化とFM補完中継局の開局に伴い廃止。今後同局がカバーしていた範囲は盛岡のAM本局及び盛岡・一関両FM補完局で対応する[309]。
  - 【放送開始・徳島県】四国放送のFM補完中継局（ワイドFM）・徳島局と池田局が本放送を開始[310]。
  - 【放送開始・広島県】中国放送のFM補完中継局（ワイドFM）・三次局が本放送を開始[311]。

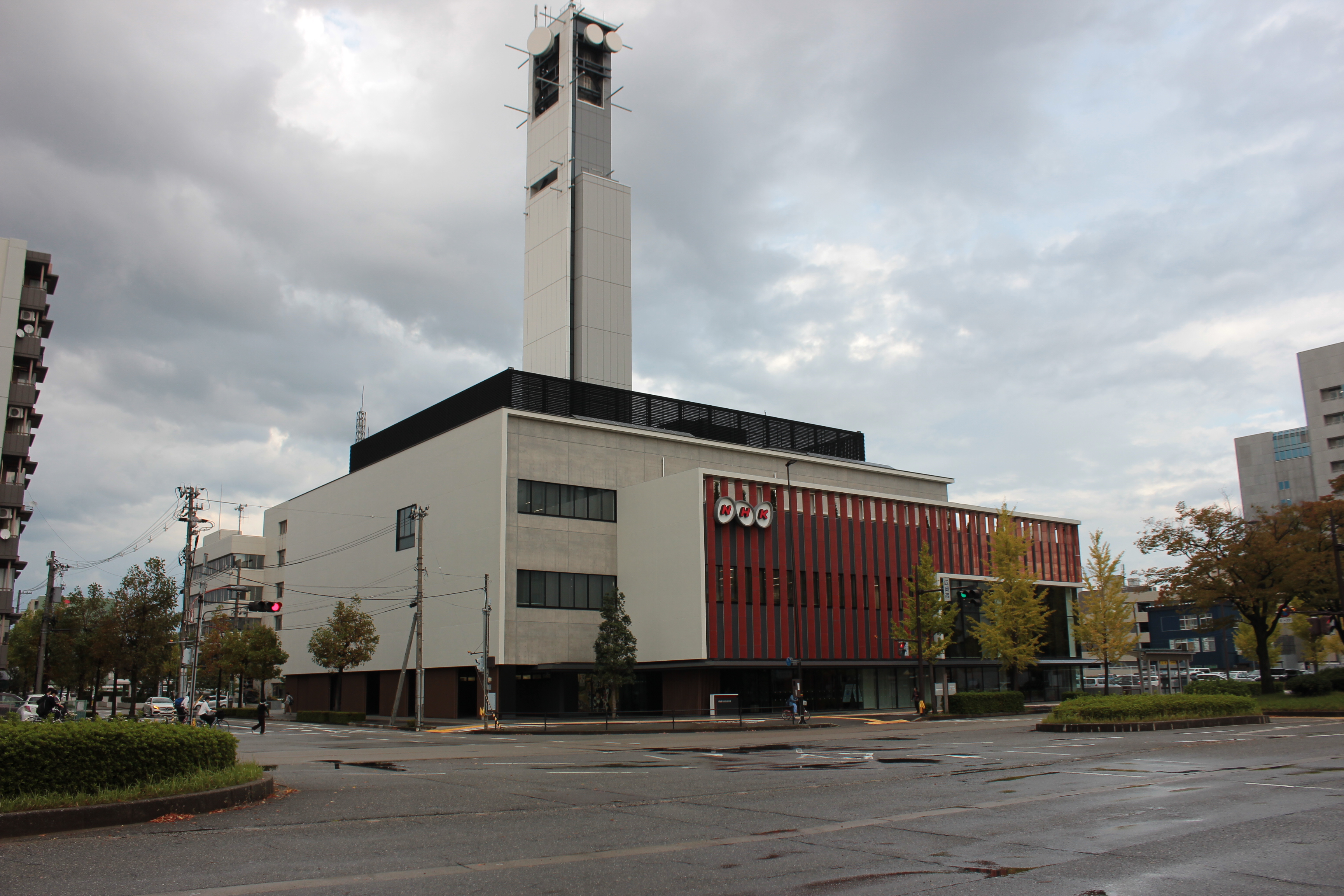
NHK金沢放送会館（2018年竣工）

### 10月
- 1日
  - 【その他】日経ラジオ社（ラジオNIKKEI）は、同日より第一放送・第二放送とも放送送信体制を従来の3MHz・6MHz・9MHzの3つの周波数帯での同時放送から、6MHzを中心に送信し、一部時間帯は3MHzで補強・代替、残りの9MHzは通常は休止し、大地震など大規模災害の発生時などに緊急放送に利用する体制に移行[312][313]。
  - 【放送開始・鳥取県】山陰放送のFM補完中継局(ワイドFM)・松江局が本放送を開始[314]。
- 5日
  - 【NHK・ABU】この日 トルクメニスタンの首都アシガバードで開かれたアジア太平洋放送連合（ABU）の年次総会最終日にて、NHK会長の上田良一が新たなABU会長に選出された。任期は2021年末までの予定。なお、NHKからは上田で6人目となり、かつて副会長を務めた今井義典（2008年11月 - 2011年1月ABU会長在任）以来約7年10か月ぶり、また会長としては橋本元一（第18代会長、2005年11月 - 2008年1月ABU会長在任）に続き5人目且つ約10年10か月ぶりとなる[315]。
  - 【不祥事・近畿広域圏】京阪本線を走行中の特急列車の車内で乗客の女性を傘で殴打し左目打撲などの軽傷を負わせたとして、京都府警東山署はラジオ大阪ニュース情報部次長の男を傷害容疑で現行犯逮捕[316]。その後京都地検は12月28日、局次長を起訴猶予処分とした[317]。
- 7日 - 【放送開始・長野県】信越放送のFM補完中継局(ワイドFM)・善光寺平、聖、飯山野沢の各局が本放送を開始[236]。
- 9日 - 【移転・石川県】NHK金沢放送局が、金沢市広岡3丁目に完成した新放送会館に移転、同会館から放送開始[318]。
- 15日 - 【放送開始・山形県】山形放送のFM補完中継局(ワイドFM)・山形局が本放送を開始[319]。
- 19日 - 【放送開始・和歌山県】NHK大阪放送局・ラジオ第1放送のFM補完中継局(ワイドFM)・すさみ局（和歌山県すさみ町）が本放送を開始[320]。南海トラフ巨大地震対策を目的としての運用だが、保守管理は地元和歌山放送局が責任を持つ[注 10]。
- 31日
  - 【活動進退・近畿広域圏】毎日放送（MBS）で1981年入社以来、スポーツアナウンサーとしてプロ野球やラグビーなど数多くの試合の実況を担当してきた赤木誠が24日で60歳となるためこの日付で定年退職[321]。9月27日に放送したプロ野球中継・阪神対DeNA戦（阪神甲子園球場）が最後のラジオ実況となった[322]。退職後もフリーのスポーツアナウンサーとして活動する[321]。
  - 【閉局・岐阜県】CBCラジオ岐阜中継局がこの日をもって閉局。本局（1053kHz）が救国の声放送→朝鮮中央放送(朝鮮民主主義人民共和国)と同一周波数であることから、外国波混信による難聴取対策で設置されたが、三国山に開設されたFM補完中継局によって岐阜市周辺のほぼ全域でFM波による聴取ができるようになった事から、役目を終えたとしている[323]。

### 11月
- 1日 - 【訃報】元中国放送・ニッポン放送アナウンサーで、スポーツアナウンサーとしてプロ野球や女子マラソンの実況を中心に担当した深山計がこの日の夜、直腸がんのため東京都品川区内の病院で死去（64歳没）。死去は11月6日に判明した[324][325]。
- 2日 - 【不祥事・北海道】NHK札幌放送局は、オウム真理教の後継団体主流派「アレフ」に関する取材において、住民インタビューを記録した音声ファイルを担当ディレクターがアレフ側に誤送信したと発表した。同放送局はアレフ信者が件のファイルをダウンロードしたかどうかは不明としながらも、住民に謝罪した上で、音声ファイルをシステム上開けないようにする措置を取った[326]。
- 11日 - 【放送開始・山口県】山口放送（KRY）のFM補完中継局（ワイドFM）・鴻ノ峯局が本放送を開始[327][328]
- 15日 - 【その他】日本放送協会（NHK）はNHKラジオが放送された番組の内容の一部をテキスト化し、掲載するウェブマガジンの名称を『読むらじる』とすることを発表した[329]。
- 28日
  - 【訃報】FM香川のトーク番組『勝谷誠彦×田尾和俊『怒れるおっさんラジオ』』のパーソナリティを本年6月より務めていたコラムニストの勝谷誠彦がこの日未明、肝不全のため入院先の兵庫県尼崎市内の病院で死去（57歳没）[330]。
  - 【会見】TBSラジオ社長の三村孝成がこの日行われた定例記者会見で、偶数月に行われる首都圏ラジオ局の聴取率調査期間において、12月10日〜17日の調査期間より「スペシャルウィーク」という呼称を取り止め、局全体として特番編成やプレゼント企画などを統一して行わない意向を示した。｢radiko.jp」の普及によって同サービスでの聴取者数がリアルタイムで把握できるようになったのが要因としており、今後はradikoによるデータを軸に活用し、聴取率調査との関連性も探っていく方針で、これまでスペシャルウィークで行っていた特番編成も改編期など必要に応じて行う方向に切り換えるほか、調査期間中でも各番組が独自のアイデアによる各種企画が行われるとしている[331][332]。
- 29日  - 【radiko】radiko.jpはこの日、公式ページなどで配信していた「ラジオ情報」の名称を「radiko news（ラジコニュース）」に変更し、リニューアルした[333]。

### 12月
- 1日 - 【放送開始・福島県】ラジオ福島（RFC）のFM補完中継局（ワイドFM）・若松、いわき、原町の3局が同時開局[334]。これにより、同局が計画していた補完中継局全局が開局したことになる[335]。
- 3日 - 【放送開始・福井県】福井放送（FBC）のFM補完中継局（ワイドFM）・敦賀、美浜の2局が開局[336]。
- 5日 - 【放送開始・山口県】山口放送（KRY）のFM補完中継局（ワイドFM）・周防大島局が開局[337]
- 7日 - 【スポーツ・中京広域圏】東海ラジオは、プロ野球・セントラルリーグの中日ドラゴンズとオフィシャルスポンサー契約を結んだことを発表。2020年に東海ラジオが開局60周年を迎えるにあたり、60周年記念事業の一環として両者が2019年1月1日付を以て契約を締結[338]。ラジオ・テレビを含めて地上波放送局がプロ野球12球団とオフィシャルスポンサー契約を締結するのは初となる[339]。
- 17日 - 【訃報】作詞家・放送作家で、アール・エフ・ラジオ日本『杉紀彦のラジオ村』（1992年 - 2017年3月）のメインパーソナリティーを務め、またNHKラジオ第1放送『はつらつスタジオ505』→『きらめき歌謡ライブ』の構成を手掛けていた杉紀彦がこの日未明、肺炎のため死去（80歳没）。訃報は25日に所属事務所がFAXにて公表した[340][341]。
- 28日 - 【訃報】俳優・声優として数々の作品に出演し、ラジオでは『夜のバラード』（東京放送（現・TBSラジオ）、1969年 - 1970年）や『青山二丁目劇場』（文化放送、2006年 - 2014年）などにパーソナリティとして出演した藤田淑子が浸潤性乳がんのため死去（68歳没）[342]。

## 免許更新に伴う動きまとめ
一部記事が重複するが、この年は新規参入を容易にする現行制度に改められてからは4回目となる放送局免許の更新が11月1日付で行われた。
今回は全部が「再免許」で新規事業者の参入や事業譲渡は無かった が、既存事業者が経営立て直しの一環として更新に合わせ放送事業用無線局の運用停止を行った事例が目立ったので、以下に改めて整理する。
| 放送事業者名         | 種別                                          | 放送対象地域                                              | 見直し事例 |
| -------------------- | --------------------------------------------- | --------------------------------------------------------- | --- |
| 株式会社日経ラジオ社 | 特定地上基幹放送事業者                        | 日本全国                                                  | - 免許更新に先立ち、10月から短波による放送運用を 6MHz帯中心とし、他の周波数帯は補完又は 非常時用に変更 - 「JOZ7」（周波数9.760MHz）については 非常時も含め完全運用停止 - radikoでの配信を強化 |
| 株式会社IBC岩手放送  | 特定地上基幹放送事業者                        | 岩手県                                                    | - 同社初の中継局で、設備が老朽化した前沢中継局を、 親局やFM補完放送（ワイドFM）で補完可能として9月で廃止 （呼出符号JODL、周波数1062kHz、空中線電力100W）                                      |
| 株式会社CBCラジオ    | 特定地上基幹放送事業者                        | 東海広域圏                                                | - FM補完放送（ワイドFM）本格運用により、 自社単独で設置していた岐阜中継局を廃止 （周波数639kHz、空中線電力500W）                                                                              |
| 放送大学学園         | - 特定地上基幹放送事業者 - 衛星基幹放送事業者 | - 上段は関東7都県の 「授業実施予定地域」 - 下段は日本全国 | - リソースを衛星基幹放送に集約し、 特定地上基幹放送事業を廃止 （呼出符号JOUD-FM、東京・前橋2局） - 10月30日正午でテレビと共に完全停波 - radikoはBSデジタル論理Ch.531の内容に切り替え          |

## 商号変更
- 4月1日 - 朝日放送→朝日放送ラジオ

## 節目

### 開局周年
※NHKについての「開局」は、ラジオ第1放送・ラジオ第2放送を指し、当該放送局に第1放送・第2放送が存在しない場合はFM放送開始の時期を指す。
- 65周年（1953年開局）
  - 長崎放送（NBCラジオ長崎局、JOUR）[注 11]
  - 高知放送（RKCラジオ高知局、JOZR）[注 12]
  - 山陽放送（RSKラジオ岡山局、JOYR）
  - 西日本放送（RNCラジオ高松局、JOKF）[注 13]
  - 南海放送（RNBラジオ松山局、JOAF）[注 14]
  - 熊本放送（RKKラジオ熊本局、JOBF）[注 15]
  - 大分放送（OBSラジオ大分局、JOGF）[注 16]
  - 南日本放送（MBCラジオ鹿児島局、JOCF）[注 17]
  - 青森放送（RABラジオ青森局、JOGR）[注 18]
  - 山形放送（YBCラジオ山形局、JOEF）
  - 秋田放送（ABSラジオ秋田局、JOTR）
  - ラジオ福島（RFC福島局、JOWR）
- 60周年（1958年開局）
  - 大阪放送（ラジオ大阪・OBC、JOUF）
  - アール・エフ・ラジオ日本（横浜局、JORF）[注 19]
- 55周年（1963年開局）
  - 茨城放送（IBS水戸局、JOYF）
  - 栃木放送（CRT宇都宮局、JOXF）[注 20]
- 35周年（1983年開局）
  - 静岡エフエム放送（k-mix、JOKU-FM）
- 30周年（1988年開局）
  - エフエム香川（JOYU-FM）
  - エフエム富士（FM FUJI、JOCV-FM）[注 21]
  - J-WAVE（JOAV-FM）[注 22]
  - 長野エフエム放送（FM長野、JOZU-FM）
  - エフエムナックファイブ（NACK5、JODV-FM）[注 23]
- 25周年（1993年開局）
  - FM NORTH WAVE（NORTH WAVE、JOPV-FM）
  - CROSS FM（JORV-FM）[注 24]
  - ZIP-FM（JOQV-FM）[注 25]

### 番組周年
- 50周年
  - 長崎は証言する（長崎放送）[344]

### 記念回
- 4000回 - こんちわコンちゃんお昼ですょ!（6月28日、毎日放送（MBSラジオ））[345]
- 1000回 - 天理教の時間「家族円満」（12月15日・12月16日（地域によって異なる））
- 200回 - 北乃カムイのもにょもにょラジオ（適当）（2月26日、北海道放送）[346]
- 100回 - ＃とらメロ 荻野可鈴のお金が全て?（12月18日、ラジオNIKKEI第1）[347][348]